# Немцы Петербурга

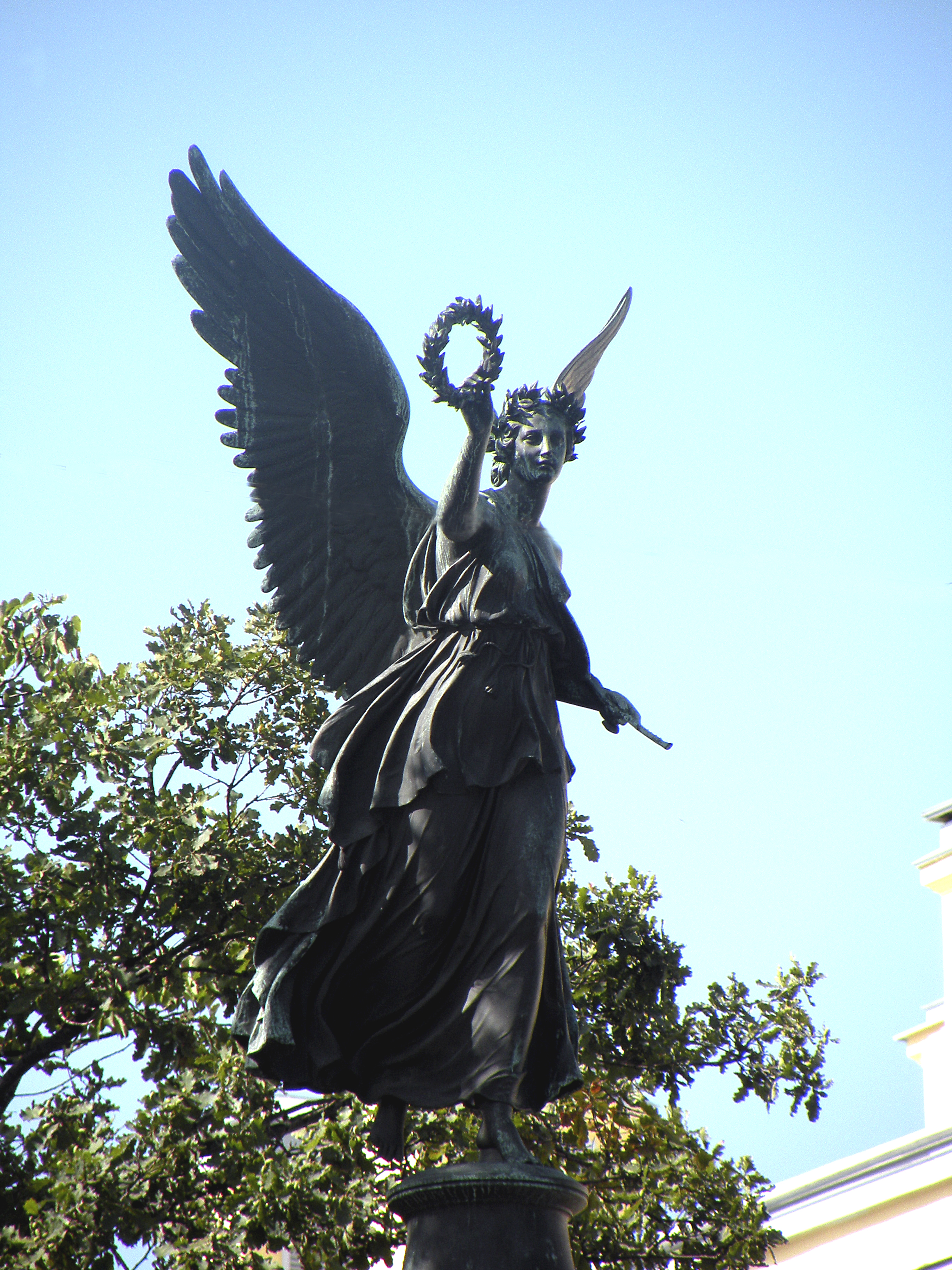
Статуя Нике.
Работа Христиана Даниэля Рауха

Не́мцы Са́нкт-Петербу́рга или не́мцы Ленингра́да — часть населения города Санкт-Петербурга и его окраин, до Октябрьской революции составлявшая самый большой процент жителей после русских. Немцы проживали или трудились в Санкт-Петербурге в течение достаточно длительного времени и оставили заметный след в истории города.  Многие из немцев Санкт-Петербурга являлись подданными Российской империи.
Немцы Санкт-Петербурга представляли все слои населения города — от членов царской семьи — до ремесленников. Они были жителями северной столицы два с небольшим столетия, когда государственным строем была самодержавная монархия. Именно в эти годы сложился образ России как равноправного и влиятельного члена европейского и мирового сообщества, а престиж государства и его международный авторитет поддерживался и возрастал, наряду с необходимостью учитывать её значительный людской и сырьевой потенциал, ещё и благодаря достижениям в науке, культуре и технике.
В кругах русской интеллигенции существует мнение[кто?], что обозначенный Петром I курс на выход Русского государства из многовековой изоляции и сближение России с Западом поддерживался, пока и поскольку существовала специфическая и влиятельная культурно-этническая категория российского общества — петербургские немцы.

С некоторыми своими соседями немцы имеют более давние отношения, чем с русскими, но ни с кем — более глубокие.— Рихард фон Вайцзеккер, Президент ФРГ, 1994 
Создавая новую Россию как европейское государство, Пётр Великий должен был создать и новую столицу, принципиально отличающуюся по всем мыслимым характеристикам от старой средневековой Москвы. Так возник космополитичный, многонациональный и веротерпимый Петербург — «самый умышленный город на всём свете», как отметил Фёдор Достоевский. В этом предприятии Петру I требовались кадры, обладавшие знаниями и навыками в таких областях жизни и производства, которые вообще не были затребованы ранее.
Несмотря на очевидную привязанность Петра к Голландии, исторически наиболее легко адаптируемыми к русской действительности оказались немцы-выходцы из многочисленных немецких княжеств.
Длительное влияние немцев на приобщение России к европейской цивилизации объясняется и тем, что, глубоко врастая в российскую жизнь, петербургские немцы сохраняли не только язык и религию, но и свой специфический быт. Сохранившиеся представители немецкой петербургской общности, рассеянные по стране, вспоминают, что вернувшиеся с войны фронтовики, посетив жильё немцев, отмечали, что его облик чрезвычайно похож на то, что они видели в оккупированной Германии.

Петербург — это аккуратный немец, больше всего любящий приличия.— Гоголь Н. В. «Петербургские записки 1836 года»
На протяжении двух веков петербургские немцы принимали самое деятельное участие в перипетиях российской истории. Они принимали участие в войнах и всевозможных общественных движениях. Среди декабристов таковыми являлись Пестель, фон дер Бриген, Лорер, Розен, Штейнгель, фон Визен. В 1918 году у генерала Алексеева начальником штаба был Шварц. Против большевиков сражались генералы Врангель, Каппель, Дитрих фон Нетт, барон Унгерн и другие.
Однако отношение к немцам постепенно менялось. Уже Александр III, начавший политику русификации всех сторон российской жизни, создал атмосферу, в которой некоторые дальновидные представители немецкой диаспоры начали склоняться к мысли о возвращении на Запад, благо тогда после многих лет раздробленности возникла Германская империя — сильное немецкое государство в центре Европы. Существует мнение, что на настроения царя оказали влияние прочитанные дневники Екатерины II, после чтения которых он якобы воскликнул: «Слава Богу! Я, оказывается, русский!».
В августе 1914 года по стране прокатилась антинемецкая патриотическая истерия, связанная с объявлением мобилизации, сопровождавшаяся погромами. Апогеем этой кампании стал разгром немецкого посольства, открытого в 1913 году. Город приобретает новое патриотическое название — «Петроград», после чего началось угасание жизни немецкого Петербурга.
28 июля 1914 года издается Императорский указ о положении в России неприятельских подданных во время войны и Указ по образованию Особого комитета для объединения правительственных мероприятий и руководства исполнительными действиями в области борьбы с немецким засильем.
В декабре 1914 года окончательно закрываются немецкие газеты, перестают действовать почти все немецкие учреждения. Общественная и культурная жизнь постепенно сходит на нет.
Однако с приходом к власти в Германии Национал-социалистической немецкой рабочей партии (НСДАП) положение немцев Петербурга существенно ухудшилось. В условиях всеобщей подозрительности, доносов и слежки каждый немец мог быть арестован и расстрелян как «немецкий шпион». В результате немцы боялись даже говорить в общественных местах на родном языке.

## Немцы Петербурга в высших эшелонах власти
Между Россией и Германией существовали традиционно тесные династические связи. Начало этой традиции положил, бывший наполовину немцем, на российском престоле Пётр III, который был сыном цесаревны Анны Петровны и герцога Гольдштейн-Готторпского Карла Фридриха (представителя немецкой династии наследных герцогов). Супругами всех последующих российских императоров, кроме Александра III, были немецкие принцессы. Породнившись с царской семьей, в Петербурге жили принцы Вюртембергские, герцоги Ольденбургские, Макленбургские, Саксен-Кобургские и др. «Помните, что я наполовину ваш соотечественник», — сказал будущий российский император Николай I, обращаясь к прусским войскам во время совместного с принцем Вильгельмом смотра в Берлине. И потому в царском окружении немцы занимали не последнее место. Придворные чины получили во времена петровских реформ немецкие названия: постельничий стал обер-камергером, дворецкий — гофмаршалом, ловчий — обер-егермейстером т. п.

### Русские императрицы и принцессы немецкого происхождения
Все жёны русских императоров после Петра III были дочерьми немецких владетельных и медиатизированных родов. Исключение составляла лишь дочь датского короля Супруга Императора Александра III Мария Фёдоровна, однако и она имела чисто немецкое происхождение и происходила из немецкого рода Глюксбургов.

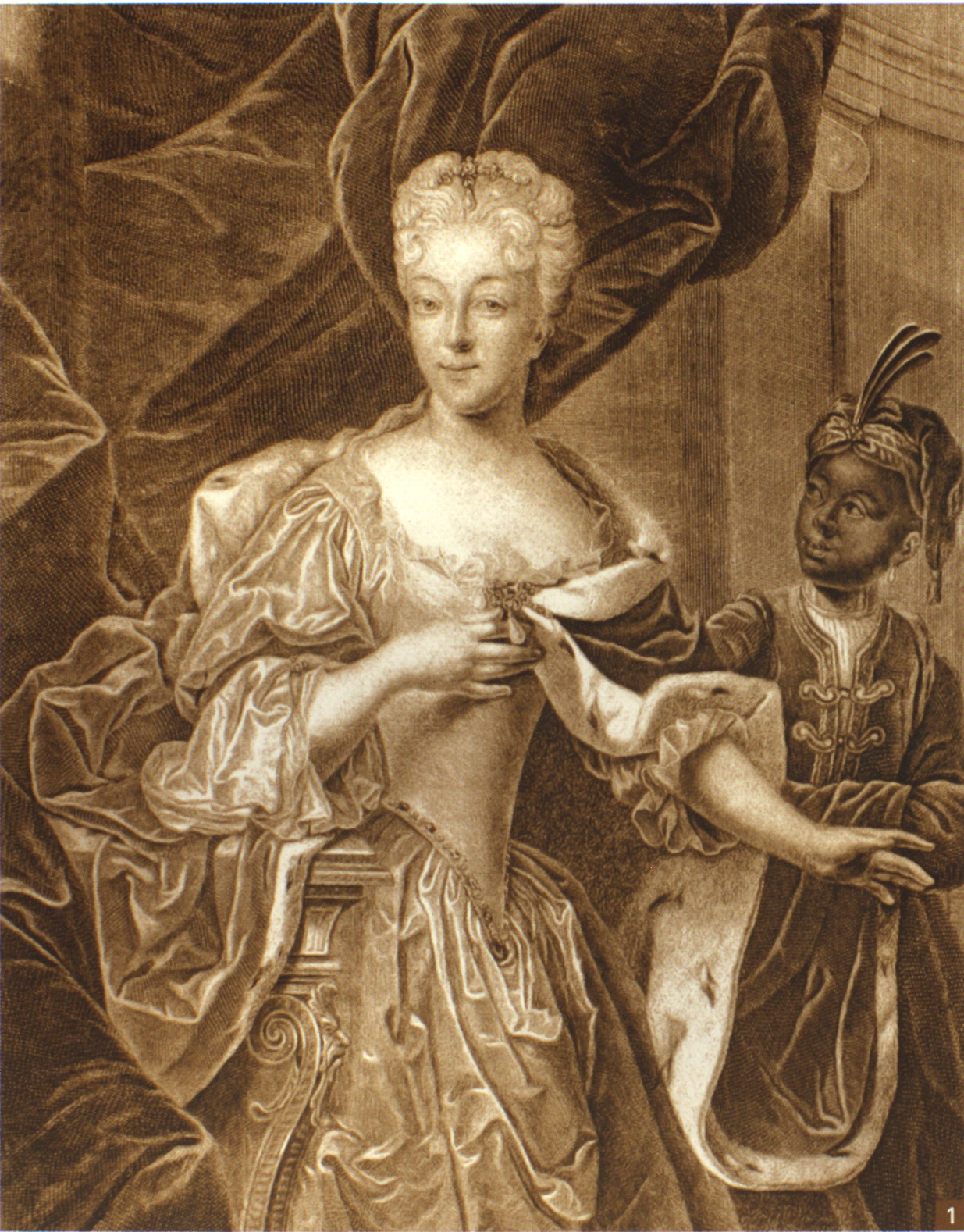
Шарлотта-Христина-София Брауншвейг-Вольфенбюттельская (1694-1715)
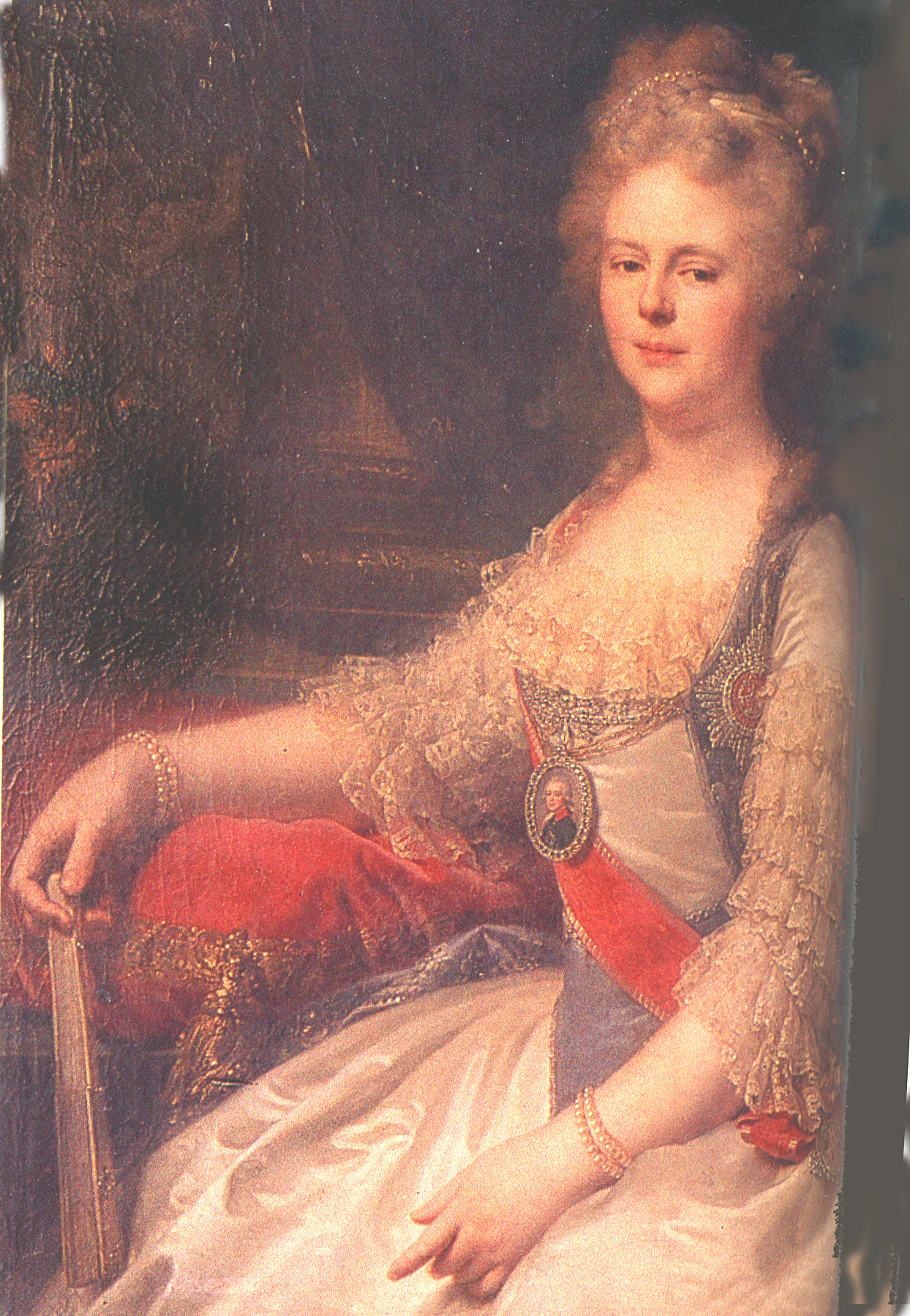
Мария Фёдоровна
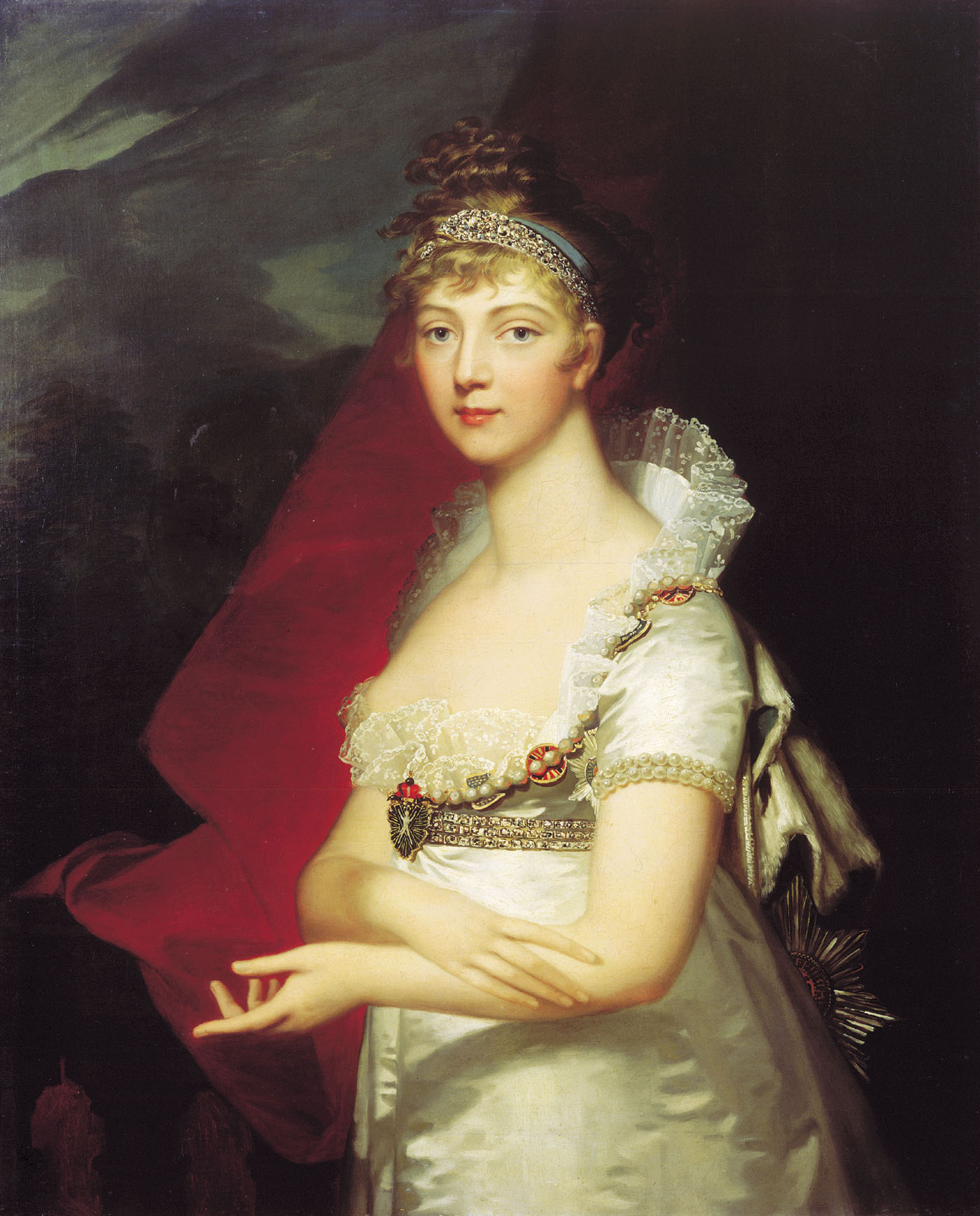
Елизавета Алексеевна
Александра Федоровна. После смерти Николая I — вдовствующая Императрица
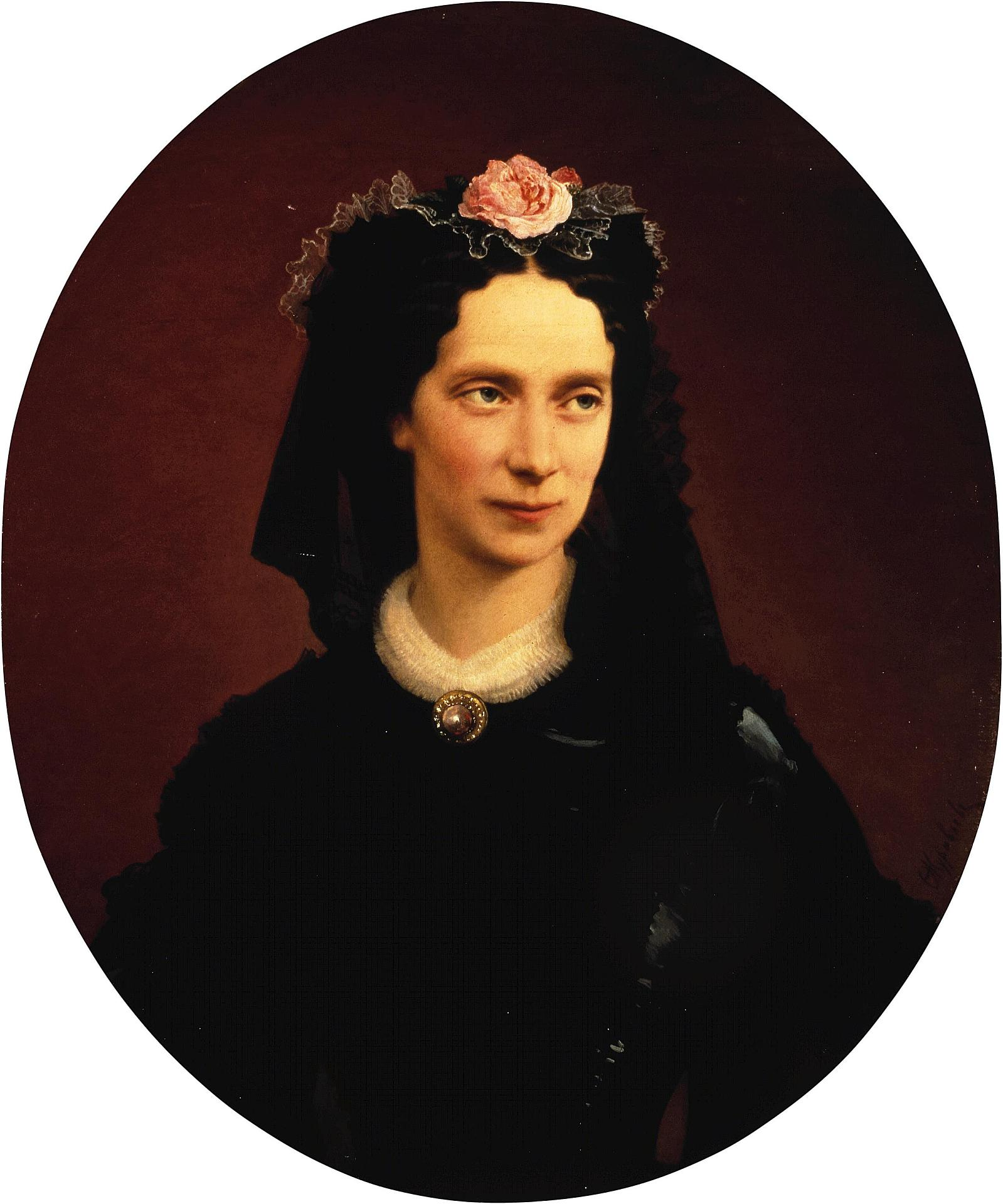
Мария Александровна
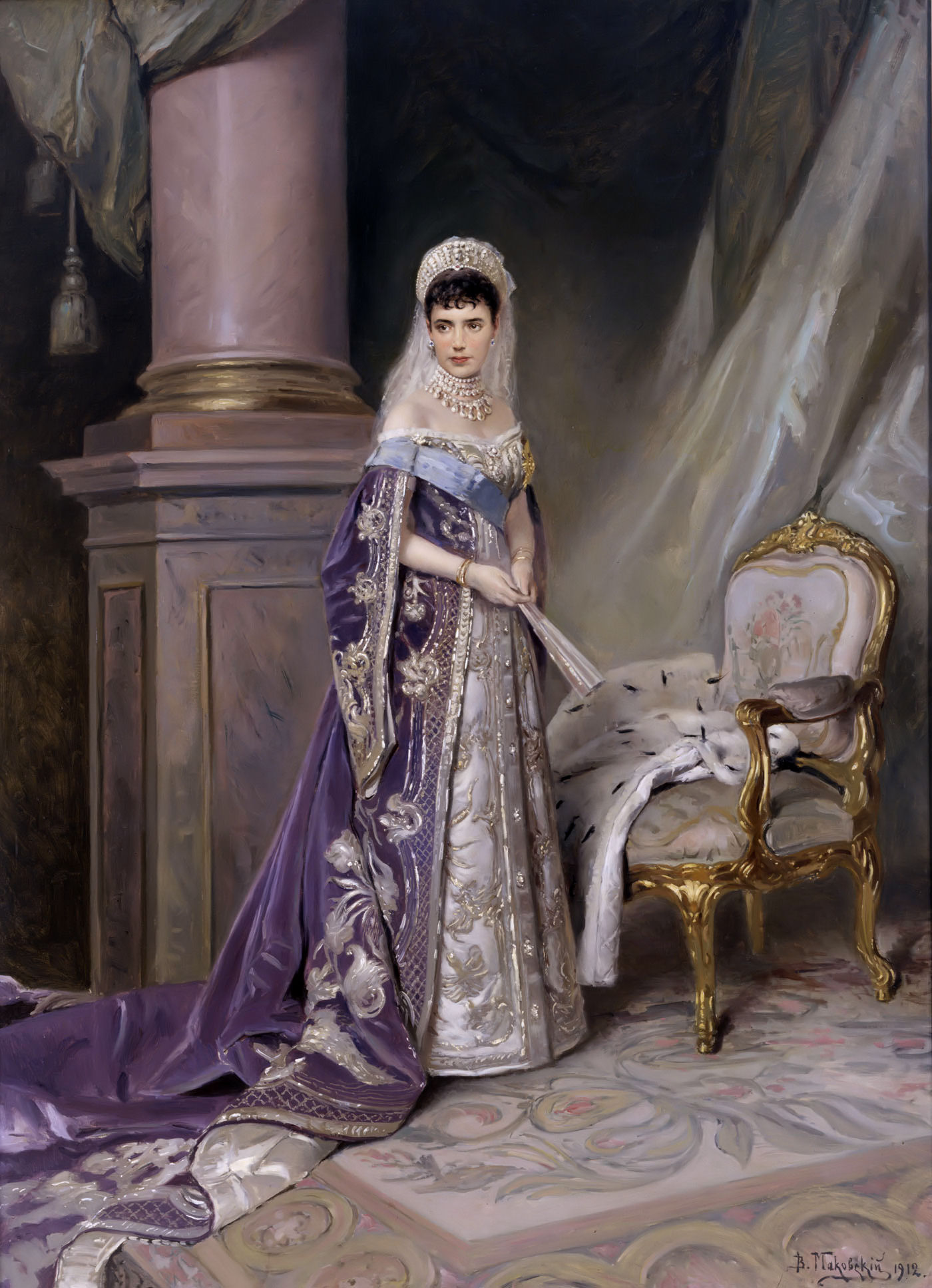
Мария Федоровна. Принцесса датская и вдовствующая после смерти мужа и сына русская императрица
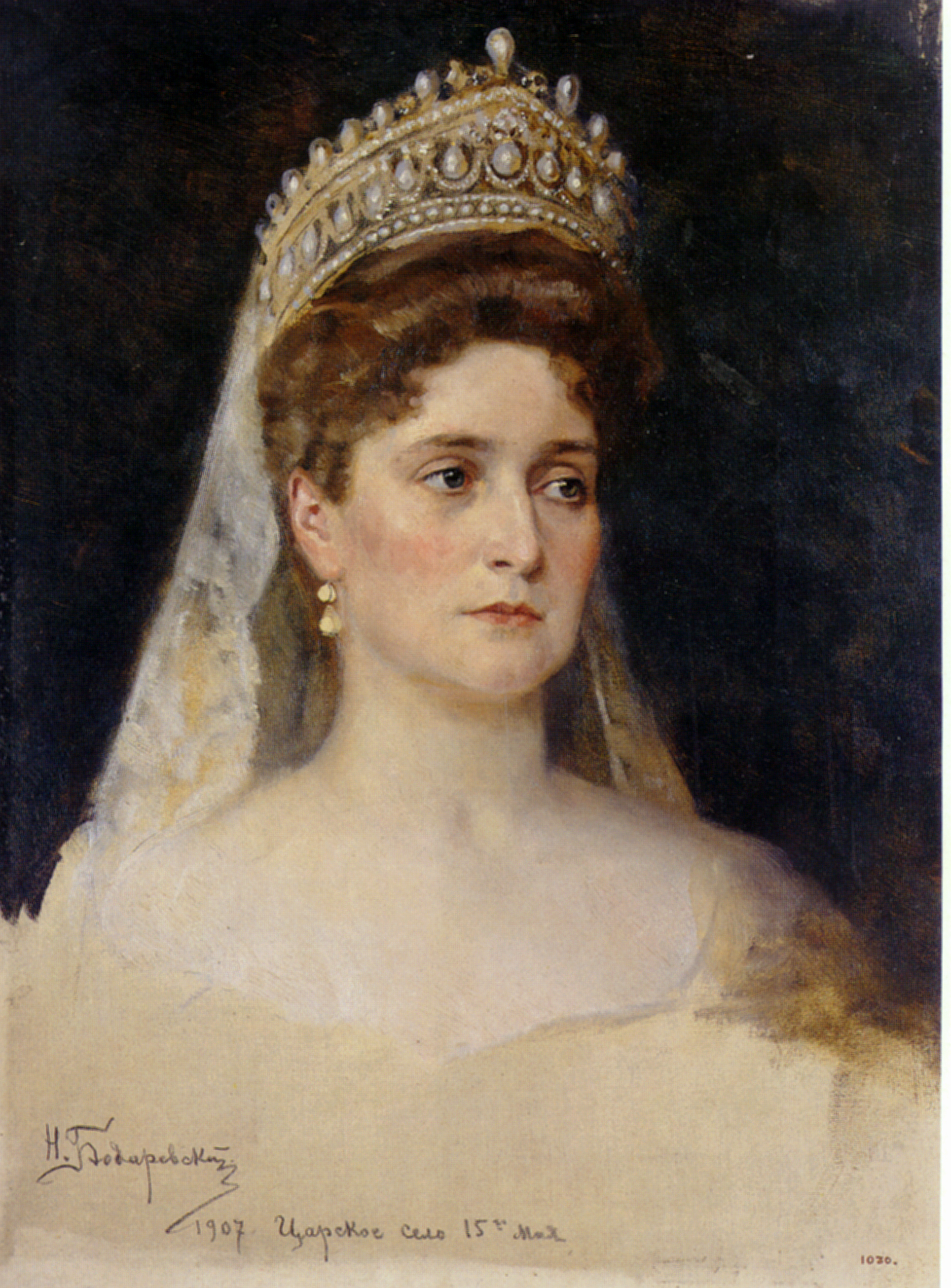
Александра Фёдоровна

София Христина Шарлотта, кронпринцесса Брауншвейг-Вольфенбюттельская (1694—1715), жена сына Петра царевича Алексея, ставшая матерью будущего российского императора Петра II, взошедшего на престол в 1727 г. Она же стала первой немецкой принцессой, захороненной в Петропавловском соборе.
Получив основательное европейское образование, культурные навыки в детстве и имея традиционные для Европы представления о женщине в семье, как хозяйки дома, они во многих случаях распространяли свою деятельность за пределы семейного круга (где их влияние на супруга — монарха и все стороны его деятельности нельзя недооценивать) и вели себя при муже — «хозяине Земли русской» подобающим образом. Полем их деятельности были благотворительность, образование и здравоохранение, а также поддержка разнообразных имеющих государственную значимость инициатив. И, хотя не все они до конца жизни осваивали русскую речь без акцента, их позиция в отношении приоритета понимаемых ими по-своему интересов России была чёткой и бескомпромиссной. В том же направлении действовали и некоторые члены царствующей семьи, также имевшие основания считать себя немцами.
Центральной фигурой в истории российской августейшей благотворительности стала Императрица Мария Фёдоровна, супруга Императора Павла I, урождённая принцесса София Доротея Вюртембергская. Ею основан в 1797 г. Повивальный институт со школой акушерок, а позже создано получившее официальный статус «Ведомство Императрицы Марии» — развитая система народного образования и попечительства.
Невестка императрицы Марии Фёдоровны, великая княгиня Елена Павловна (1806—1873), известна как умом и одаренностью, так и своими делами. Среди её многих добрых дел — активная деятельность по освобождению крестьян, основание Клинического института (позже ГИДУВа) — одного из лучших медицинских учреждений России, и участие в создании Петербургской консерватории. Большие суммы выделяла великая княгиня и на поощрение талантов. Центром притяжения музыкантов, поэтов и художников был её салон в Михайловском дворце. «Она сделала всё, что только было в её силах, для исцеления русского народа от язвы узаконенного рабства…» говорил о ней — А. Ф. Кони.
Супругой Александра I была Баденская принцесса Елизавета Алексеевна, не отличавшаяся хорошим здоровьем. В конце 1825 г. она почувствовала себя настолько плохо, что врачи посоветовали ей отправиться на юг. В Таганроге, где она с Александром остановились. 19 ноября Александр скончался от лихорадки.
Супругой Николая I была Александра Фёдоровна (Фридерика Луиза Шарлотта-Вильгельмина, дочь короля Пруссии 1798—1869). Считается, что она ввела в России обычай украшать ёлку на Новый год. При Николае возобладала теория, согласно которой Россия является совершенно особенной страной, не нуждающейся ни в каком влиянии Запада. Тогда сформировался глубокий разрыв между Россией и Западом по политическому устройству, национальному духу и религии, вместо которой культивировалось единомыслие царской власти и чаяний народа.
Супруга Александра II Мария Александровна (дармштадтская принцесса Вильгельмина-Августа-София-Мария,1824-1880). Умная, начитанная, глубоко религиозная и одухотворённая, более похожая на монашку. Много занималась благотворительностью, и при ней было положено начало всесословных женских учебных заведений и было создано общество Красного Креста.
Супруга Александра III Мария Фёдоровна (принцесса датская София-Фредерика-Дагмара, 1847—1928). Обладала весёлым нравом, была умна и образована, могла войти в холерный барак, чтобы утешать больных. Её любили в России. И она не хотела из неё уезжать.
Супруга Николая II Александра Фёдоровна (Алиса-Виктория-Елена-Луиза-Беатриса, 1872—1918). В народе не была популярной из-за своего немецкого происхождения, а при дворе — из-за кажущейся холодности и высокомерия.
Последней немецкой принцессой, похороненной в Петропавловском соборе лишь в 1998 году, стала Императрица Александра Фёдоровна (Алиса-Виктория-Елена-Луиза-Беатриса, принцесса Гессен-Дармштадтская 1872—1918). С убийством большевиками её, супруга и детей, в том числе и несовершеннолетнего сына Царевича Алексея пресеклась прямая линия наследования Дома Романовых.

### Екатерина Великая

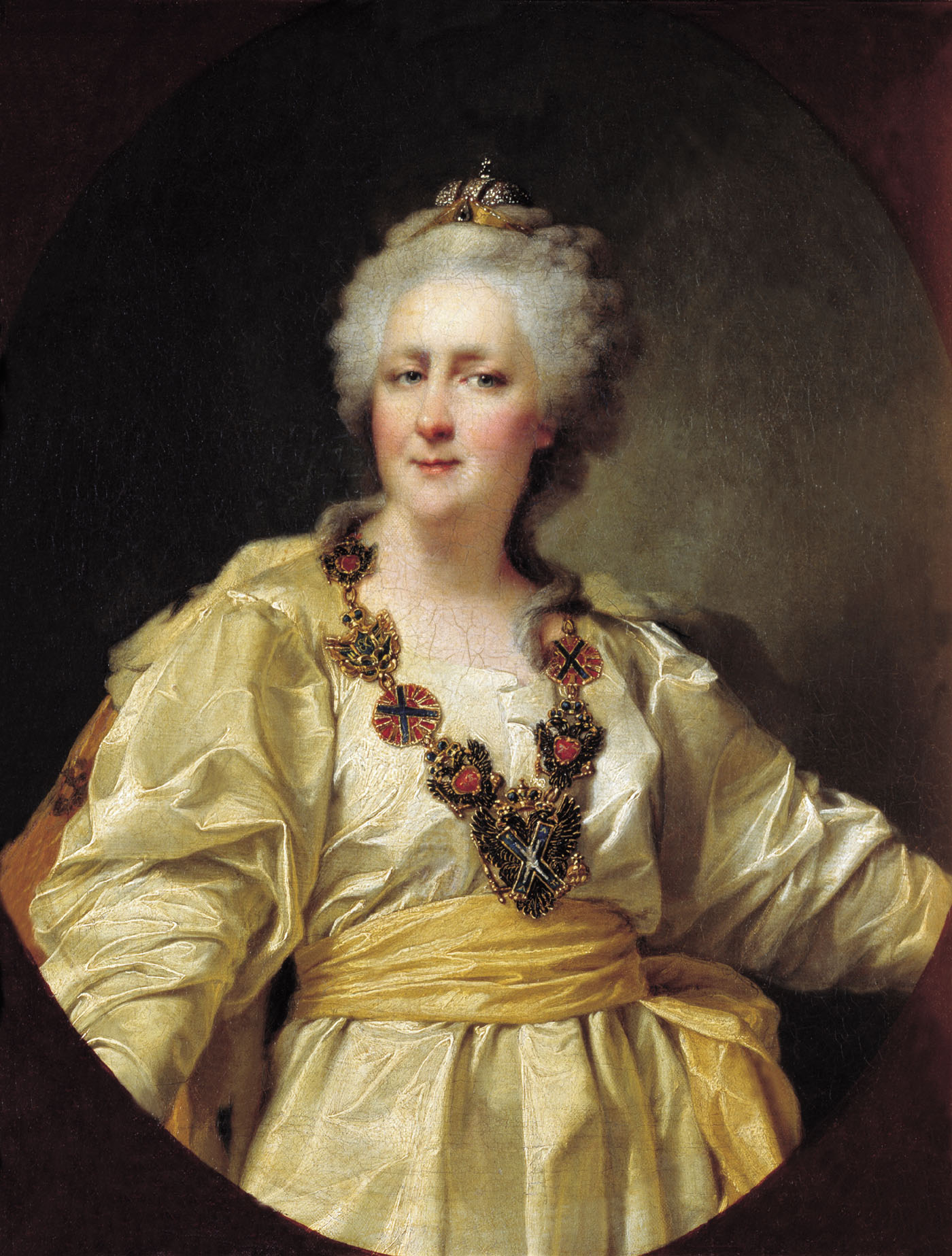
Екатерина Великая

Принцесса Ангальт-Цербстская, вошедшая на русский трон в результате дворцового переворота, в силу своего европейского воспитания и сложившихся убеждений считала себя «республиканкой», но реалии русской действительности и международная обстановка заставили её действовать в направлении консервации и укрепления исторически обречённых форм государственного управления. Тем не менее, она оказалась, после Петра Великого, наиболее эффективной правительницей, укрепившей на время русскую государственность. Ей принадлежит введение в российскую жизнь понятия о гражданском долге, обязательном для всех жителей страны. Императрица сформулировала задачи, стоящие перед российским монархом следующим образом: 
1. Нужно просвещать нацию, которой должно управлять. 
2. Нужно ввести добрый порядок в государстве, поддерживать общество и заставить его соблюдать законы. 
3. Нужно учредить в государстве хорошую и точную полицию. 
4. Нужно способствовать расцвету государства и сделать его изобильным. 
5. Нужно сделать государство грозным в самом себе и внушающим уважение соседям. 
Понимая свою ответственность за поддержание здоровья народа, она первая приказала себе сделать прививку против оспы, предварительно помолившись в церкви, которую посетила пешком.
В 1778 году она составила для себя следующую эпитафию:
 На Русский трон взойдя, желала она добра.
И сильно желала дать своим подданным Счастье, Свободу и Благополучие.
Она легко прощала и никого не лишала свободы.
Она была снисходительна, не усложняла себе жизнь и была веселого нрава.
Имела республиканскую душу и доброе сердце. У неё были друзья.

Работа была для неё легка, дружба и искусства несли ей радость.
Однако музыки императрица не понимала и относилась к ней, как просто шуму.

### ГерцогиОльденбургские
Чрезвычайно важную роль в истории столицы и страны сыграл род принцев Ольденбургских, появление которых в России стало следствием династических контактов, берущих начало во временах Петра.
Герцогиня Фредерика, жена Петера Фридриха Людвига герцога Голштейн-Ольденбургского была родной сестрой Марии Фёдоровны и тёткой Александра I. Его любимая сестра Екатерина Павловна была в 1809 г. выдана замуж за Петера Фридриха Георга, принца Ольденбургского (1784—1812), ставшего членом Императорской фамилии с титулом Его Императорского Высочества. Сын Екатерины Павловны — Константин Фридрих Пётр Ольденбургский (Пётр Георгиевич 1812—1881) начал свою службу, как военный, но позже целиком переключился на народное просвещение и благотворительность

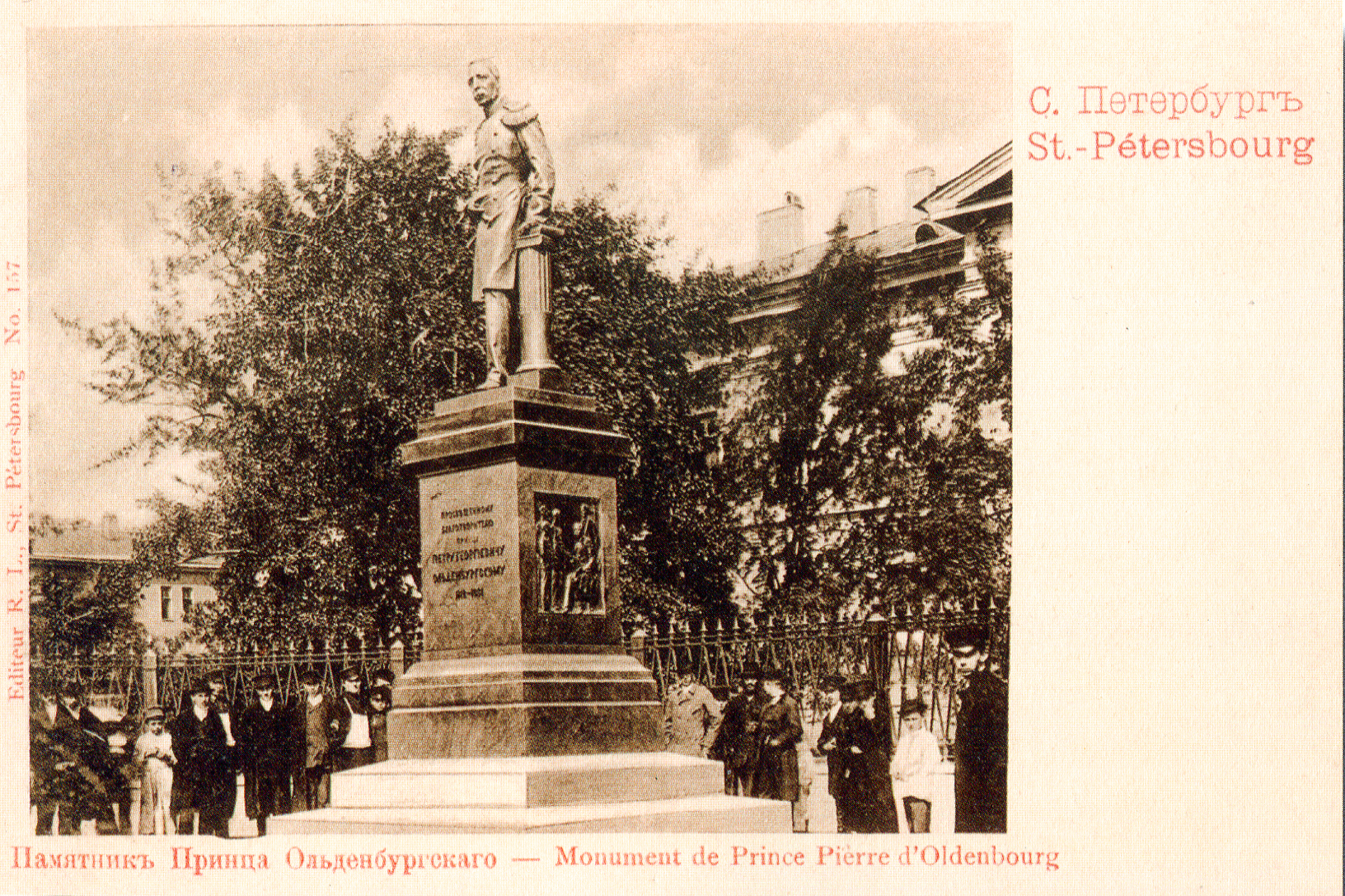
Памятник П. Г. Ольденбургскому у основанной им больницы (уничтожен)

Пётр Георгиевич Ольденбургский, а затем и его сын Александр Петрович Ольденбургский прилагали много сил и средств для организации (5 декабря 1835 года) и развития Императорского Училища Правоведения как сословного учебного заведения. Члены царской фамилии, сами императоры, а также министры юстиции и другие видные государственные чиновники, понимая значение профессиональной подготовки правоведов для государства, исходили из того, что только дворянский кодекс чести служит надёжной гарантией неподкупности судей и независимости суда, как одного из составляющих власти. Исходя из этого, в училище имели возможность поступать лишь дворяне. Поэтому Училище существовало лишь до 1918 Решением Комиссариата народного просвещения от 18 июня 1918. Училище было ликвидировано, а его здание передано Агрономическому институту.
К благотворительной деятельности Пётр Георгиевич привлёк и свою супругу — Терезию-Вильгельмину-Изабеллу-Шарлотту, принцессу Ольденбургскую (1815—1871), урождённую принцессу Нассау-Вайлбургскую, участницу организации и попечительницу над Женским институтом.
Принца П. Г. Ольденбургского многие считали чудаком. Рассказывали, как после очередного бала в его дворце хозяин приказывал точно такую же сумму, какая была израсходована на бал, передать в какое-либо учреждение для бедных. В основе подобных «чудачеств» принца лежало, по словам современника, «служение идеалам добра и справедливости». На свои средства П. Г. Ольденбургский основал в Петербурге первоклассное Училище правоведения, образцовую детскую больницу, приют, общину сестер милосердия, женский институт; он был инициатором создания первой в России женской гимназии. Под покровительством принца находилось до 500 учреждений в разных городах страны. Принц Пётр Георгиевич умер от потрясения, вызванного убийством своего друга императора Александра II.
Санкт-Петербургская Высшая школа права, учреждённая в 1992, поставила своей задачей возродить дух и лучшие традиции Императорского Училища Правоведения, взяв за основу принципы, предложенные его учредителями, в деле обучения и воспитания юристов.

## Немцы в политике и на государственной службе
Во главе в высшей степени централизованного в условиях самодержавной монархии государственного аппарата были учреждения, либо сосредоточенные в столице, либо из неё непосредственно управляемые. Немцы с первых лет новой России вошли в состав этого аппарата и стали его неотъемлемой частью.

### МинихБуркхарт Христофор фон Ми́них (Христофор Антонович)1683—1767
Сыграл исключительную роль в поддержании и сохранении петровской идеи о превращении Петербурга в «окно в Европу» и выполнения им функции столицы государства. 
В 1721 по приглашению русского посла в Варшаве Г. Долгорукова прибыл в Россию вести инженерные дела, задуманные Петром I. 
В 1727 году император Пётр II, (12 октября 1715 — 19 января 1730) назначает Миниха правителем Петербурга. 24 февраля 1728 Пётр Второй короновался в Москве, а накануне сюда переехал и двор. Император совершенно не интересовался государственными делами и вёл праздную жизнь. Никому ничего не платили, и каждый воровал столько, сколько мог. С весны 1725 года началось всеобщее бегство лиц, принадлежащих к любому сословию из Петербурга, которые стремились уехать из столицы в Москву или в провинцию. Город опустел. В течение четырёх лет в нём отсутствовал императорский двор. Вопрос о том, оставаться ли ему столицей, был поставлен под сомнение. 
С 1728 Миних — граф, генерал-губернатор Ингерманландии, Карелии и Финляндии (до 1734 года). В это время он ведёт интенсивное строительство в Петербурге, Выборге и Кронштадте. Для оживления общественной жизни в городе и поддержания его статуса он часто организовывал в своём доме балы, торжественные обеды. В торжественные дни — празднества, делал парады и смотры войскам и торжества при спуске судов.
Успешная деятельность Миниха по устройству судоходства на Неве, прокладке дорог, строительству Балтийского порта, проведению первого обходного Ладожского канала в 1723—1728 годах, окончание работ на котором имели чрезвычайно большое значение для экономики города, поскольку соединяло его с центральными губерниями России и расширило товарооборот порта. В результате цены на товары первой необходимости сделались приемлемыми для большинства населения. Положено было начало регулярному морскому сообщению с Европой, а из Кронштадта на Любек и Данциг начали отходить почтовые и пассажирские пакетботы. В городе было завершено строительство здания 12 коллегий и постройка каменных бастионов Петропавловской крепости
Благодаря его энергии и организаторскому таланту Петербург в критический период времени сохранил свою роль важнейшего российского города до возвращения ему на деле функции столицы государства.
28 апреля 1730 года в Москве была коронована Анна Иоанновна (1693—1740). После торжественного обеда в доме Миниха вечером был устроен невиданный даже при жизни Петра Великого фейерверк. Год спустя Миних был вызван в Москву, где ему было поручено подготовить петербургские дворцы к возвращению двора. Осенью 1731 года в Петербург вернулась гвардия. 15 января 1732 года в город вернулась императрица, официальный въезд которой был организован с чрезвычайной пышностью. При этом Миних на льду Невы организовал инсценировку взятия снежной крепости.
С возвращением двора временное запустение сменилось наплывом населения, и в городе начался квартирный кризис. Чрезвычайно быстро начали застраиваться городские площади, ранее. Пограничная черта прошла по теперешнему Загородному проспекту, но и за ней вплоть до Смольного и Александро-Невской Лавры также велось строительство. Значительную часть этой площади Миних взялся осушить собственными средствами на условиях заимообразного отпуска денег и вечного права на десятую долю сделанного пригодным для жизни пространства.
В короткое время пригодной под застройку стала обширная площадь, на материковой стороне города, ныне занимаемой городским центром. 
После восшествия на престол Анны Иоанновны Христофор Антонович в (1730—1732) был пожалован генерал-фельдцейхмейстером, президентом Военной коллегии, генерал-фельдмаршалом. Ему было поручено принять меры по улучшению бедственного положения русской армии. 
Миних привёл в порядок армейские финансы, основал при войсках госпитали для раненых и гарнизонные школы. Он провел переустройство гвардейских и армейских полков и образовал два новых гвардейских полка — Конной гвардии и Измайловский, преобразовал Военную коллегию; основал в Петербурге первый в России шляхетский кадетский корпус, и многие годы опекал его, будучи в 1732—1741 годах его начальником.

### ОстерманГенрих-Иоганн-Фридрих (Андрей Иванович)1687—1747
Будучи принят на русскую службу в 1708 году, он уже 1723 году стал вице-президентом Коллегии иностранных дел, имея прозвище «Оракул», поскольку никто не умел лучше ориентироваться в сложных интригах государственного управления, добиваться царской благосклонности и составлять деловые бумаги. Вовремя поддержав восшествие на трон Екатерины I, он стал вице-канцлером, членом Верховного тайного совета. При Петре II он стал обер-гофмаршалом, а при Анне Иоанновне — генерал-адмиралом и кабинет-министром.

### Бирон
Эрнст Иоганн Бирон — временщик, обер-камергер, без совета с которым императрица Анна Иоанновна не принимала ни одного решения.

### БисмаркОтто фон
На его примере виден высокий авторитет, которым пользовалась в середине XIX века российская дипломатия. Проживая несколько лет в России в должности посланника Пруссии, Бисмарк пользовался особым дружеским вниманием канцлера Горчакова и многому от него научился. Впоследствии, на вопрос Бисмарка: «Доволен ли тот своим учеником», Горчаков ответил, что считает Бисмарка в том смысле своим учеником, в каком Рафаэль может быть назван учеником Перуджино. В Петербурге Бисмарк принимал участие в охоте на медведей в окрестных лесах и убил двоих. Но быстро потерял интерес к этому занятию, решив, что недостойно дворянина сражаться с безоружным противником.

### XIX — начало XX веков
На протяжении XIX — начала XX веков немцы трижды занимали пост премьер-министра, четыре раза — министра финансов, семь раз — министра путей сообщения.
На государственном поприще прославились Карл-Роберт Нессельроде, ставший в 1816 году министром иностранных дел. Руководство внешней политикой России при Александре II осуществлял Н. К. фон Гирс, а при Николае II — В. Н. Ламсдорф (1900—1906), министром внутренних дел был В. К. фон Плеве, убитый террористами на мосту через Обводный канал в Петербурге.
Из 12 министров финансов Российской империи до самого конца XIX века пятеро были немцами, среди них: Егор Францевич Канкрин (1774—1845), значительно укрепивший финансовую систему России введением в обращение серебряного рубля, и Михаил Христофорович Рейтерн, реформы которого в царствование Александра II дали стране первые частные коммерческие банки, сеть железных дорог, Николай Христианович Бунге (1882—1887), Сергей Юльевич Витте (с 1893 по 1904) — «отец русской промышленности», выведший экономику из дефицита.
Морским министром был адмирал Ф. П. Врангель — знаменитый мореплаватель, именем которого назван остров в Ледовитом океане (ныне известный как «родильный дом белых медведей»). Энергичный министр путей сообщения П. А. Клейнмихель, руководил строительством железной дороги Петербург — Москва, первого постоянного моста через Неву и других важных сооружений.
За ними следовала целая галерея сановников немецкого происхождения: сенаторы, члены Государственного совета, шефы жандармов, губернаторы, министры и т. д. Некоторые вошли в историю, прежде всего благодаря своей огромной власти и влиянию. Таковы всесильный военный губернатор Петербурга П. А. Пален, возглавивший заговор против Павла I, или шеф жандармов А. X. Бенкендорф, пользовавшийся неограниченным доверием Николая I.
Ведомство по налогам возглавляли: в 1861—1863 годах К. К. Грот, в 1862—1887 — А. А. Рихтер и в 1899—1904 годах — Н. Н. Кутлер.
Ведущим чиновником в министерстве образования был Фридрих фон Унгерн-Штернберг.
Некоторые немцы свою карьеру при дворе делали, будучи воспитателями царской семьи. Так Е. Ф. Канкрин — внук мастера из Гессена был учителем у Николая I, а выходец из Вестфалии Густав Матиас (Матвей Иванович) фон Ламсдорф (1745—1828) и Николай Иванович Остен-Сакен сделали свою карьеру аналогичным образом.
Во главе Монетного Двора в 1803—1843 годах стояли Е. И. Эйлерс и в 1892—1902 годах Н. П. Воллендорф.
Ведомство по горным делам и соляным разработкам возглавляли в 1843—1849 годах Ф. Ф. Бергер, и А. Г. Гернгром в 1855—1862 годах.
Во главе Совета по лесному хозяйству стоял К. И. Габлиц.
В Комиссии по выкупу крестьян работали М. М. фон Гоймерн (1861—1881) и М. И. Даудель.
Модест Корф с 1855 года был председателем Цензурного комитета.
Третье отделение возглавлял в 1839—1856 годах Л. В. Дубельт, а позже — А. Р. фон Дрентельн.
Губернатором Санкт-Петербурга с 1882 года был генерал Ф. Ф. фон Трегоф, известный более как Трепов.
Многие немецкие имена, в том числе такие фамилии, как графы фон Сиверсы, бароны фон Бреверны, фон Остен-Дризены, фон Будберги другие, олицетворяют русскую бюрократическую и военную элиту.
Находясь на различных должностях государственного аппарата, центр которого находился в Петербурге, как столице империи, немцы создавали атмосферу пунктуального выполнения своих обязанностей и следования нормативам гражданского долга, и притом непонятного и весьма осуждаемого населением бездушного формализма. Особенно новой для всей практики государственного управления России, фактически основанной на исторически узаконенной системы коррупции, когда крупные чиновники не получали систематического жалования, а пускались на кормление, была пришедшая с иностранцами, в основном немцами, идея безвозмездного ведения управленческих дел любой степени важности. И безусловной ответственности за мздоимство. И эта особенность столичного и провинциального чиновничества из немцев многократно иллюстрируется в отечественной художественной литературе (Гоголь, Лесков, Гончаров) и многими другими авторами.

## Немцы в науке
28 января (8 февраля) 1724 года Петр Великий издал указ о создании Петербургской Академии наук. Через год после его смерти (27 декабря 1725) Академия приступила к работе. Это было первое в России научное учреждение, которое вскоре превратилась в один из самых авторитетных научных центров мира. Активным соучастником идеи организации Академии был немецкий учёный Лейбниц (1646—1716), к опыту и советам которого Пётр весьма внимательно прислушивался. Первым Президентом Петербургской Академии наук был немец Роберт Лоуренс Блюментрост (1692—1755). При Петре он был его личным секретарём и лейб-медиком. Его заслуги в организации работы Академии невозможно переоценить. В эти годы Россия была землёй обетованной для учёных из Европы, ещё не оправившейся от потрясений 30 — летней войны. Россия же в то время представляла для них прекрасные возможности и для работы, и для жизни. В первые годы работы академии иностранцы составляли в ней большинство. Из 111 членов 67 было немцев. Но в довольно скором времени появились и собственные кадры, хотя состав иностранных членов был всегда ощутим.
На гравюре изображены члены физико-математического класса академии, стоящие у алтаря с изображением Эйлера (слева — направо) Н. И. Фусс (муж внучки Эйлера), А. И. Лексель, А.И Эйлер (Сын Леонарда), П. С. Паллас, И. И. Лепехин, И. Георги, И. Крафт.

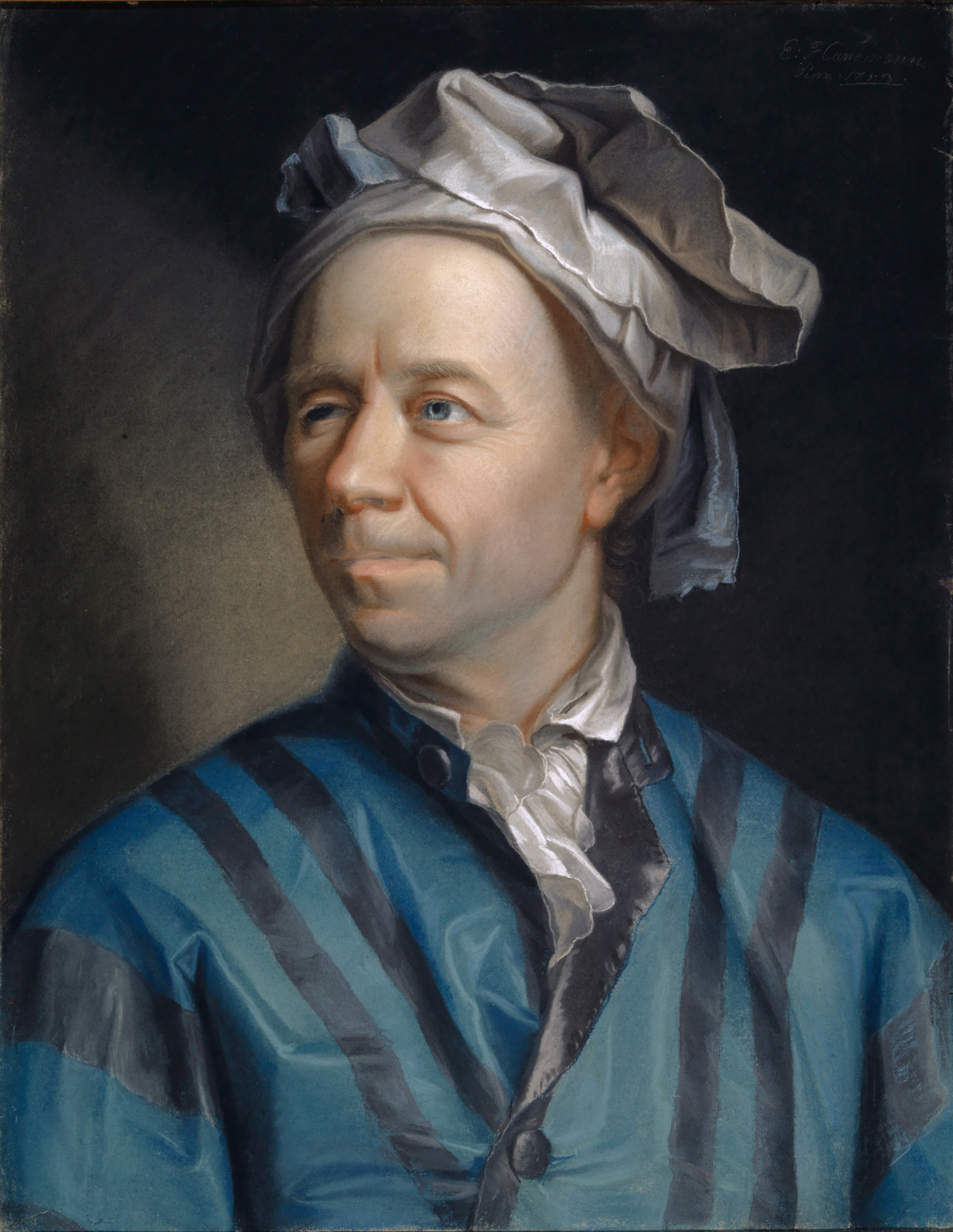
Эйлер в годы его появления в Петербурге

Подлинным украшением Российской Академии наук был Леонард Эйлер (1707—1783), пришедший в Россию по совету братьев Даниила и Николая Бернулли в возрасте 20 лет. Уже через несколько месяцев он овладел русским языком совсем молодым человеком. В 26 лет он стал Академиком. В течение 50 лет он был действительным членом Российской Академии Наук и много лет прожил в Петербурге, где оставил после себя потомство.
Многолетнее общение Петра I с немецким мыслителем Г. В. Лейбницем привело к идее создания в Петербурге Академии наук. На приглашения, посланные крупнейшим европейским ученым, первыми откликнулись немцы. Академия открылась в конце 1725 года, уже после смерти царя. Приехавший из Вестфалии историк и географ Г. Ф. Миллер вспоминал, что отец провожал его в Петербург, «словно хоронил: так велико было тогда предубеждение против России».
Первыми петербургскими академиками в большинстве своём были немцы из Германии и Швейцарии: математики Л. Эйлер и Я. Герман, физики Г. Б. Бюльфингер и Г. В. Крафт, натуралист И. X. Буксбаум и др. Многие с восторгом писали на родину о прекрасных условиях, созданных для них в Петербурге, это в сочетании с предоставленными им независимостью и рядом важных привилегий позволило математику X. Вольфу назвать Петербург того времени «раем для учёных».
Сыграв столь большую роль в создании петербургской Академии наук, немцы бессменно возглавляли её в первые два десятилетия. За весь же дореволюционный период существования Академии из двенадцати её президентов шестеро были лицами немецкого происхождения: Л, Л. Блюментрост, Г. К. Кайзерлинг, И. А. Корф, К. фон Бреверн, А. Л. Николаи, Ф. П. Литке.
Во время своего десятилетнего путешествия по Сибири ученый-энциклопедист Г. Ф. Миллер собрал колоссальный материал по истории, географии, экономике и этнографии этого края. Капитальный труд Миллера «История Сибири» не утратил научного значения по сей день.
Показательна самоотверженность, с какой немецкие академики XVIII века исследовали самые отдаленные, труднодоступные области России: Крайний Север, Зауралье, Алтай, Камчатку, Аляску. В условиях сурового климата, бездорожья, нехватки продовольствия и оборудования совершались многолетние экспедиции, в которых участвовали виднейшие ученые: Д. Г. Мессершмидт, И. Г. Гмелин, П. С. Паллас, И. Г. Георги — этнограф, путешественник, минералог, который хорошо знаком питерским краеведам по его энциклопедическому труду «Описание… Санкт-Петербурга» и в честь которого назван цветок георгин.
В 1829 г. в Россию приезжал А. Гумбольдт. Главной целью знаменитого немецкого ученого и путешественника было знакомство с азиатской частью России, но он встречался с учёными, за успехами которых давно следил. И. Ф. Крузенштерна Гумбольдт давно знал заочно, а в Петербурге они познакомились лично. Начал свои исследования в полярных морях Ф. П. Литке — будущий президент Академии наук; геодезист и картограф Ф. Ф. Шуберт составил подробный план Петербурга 1828 г. — этот бесценный для историков документ, известный как «План Шуберта».
Затем последовало создание Пулковской обсерватории во главе с выдающимся астрономом В. Я. Струве, открытие Э. X. Ленцем законов электромагнитной индукции, изобретение Б. С. Якоби гальванопластики, труды основоположника эмбриологии К. М. Бэра, филологические исследования Я. К. Грота, установившего нормы русского правописания, которые сохранялись больше 30 лет (до реформы 1918 г.), и многое другое.
Благодаря совместным усилиям немецких и российских ученых Петербургская Академия наук стала одним из ведущих научных учреждений Европы и мира.
Ленц
Паллас, Купфер

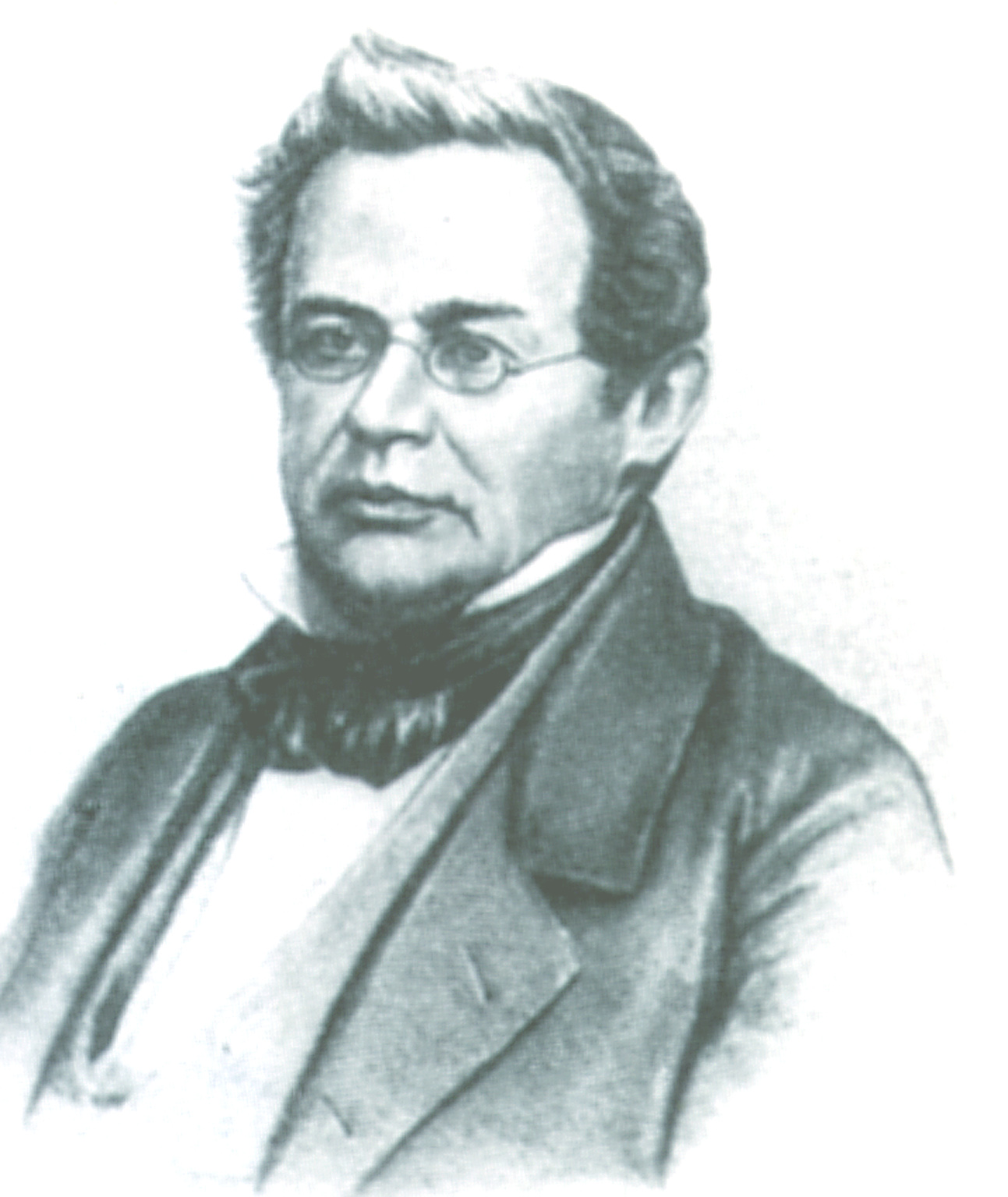
Академик Ленц

## Немецкие инженеры и техники

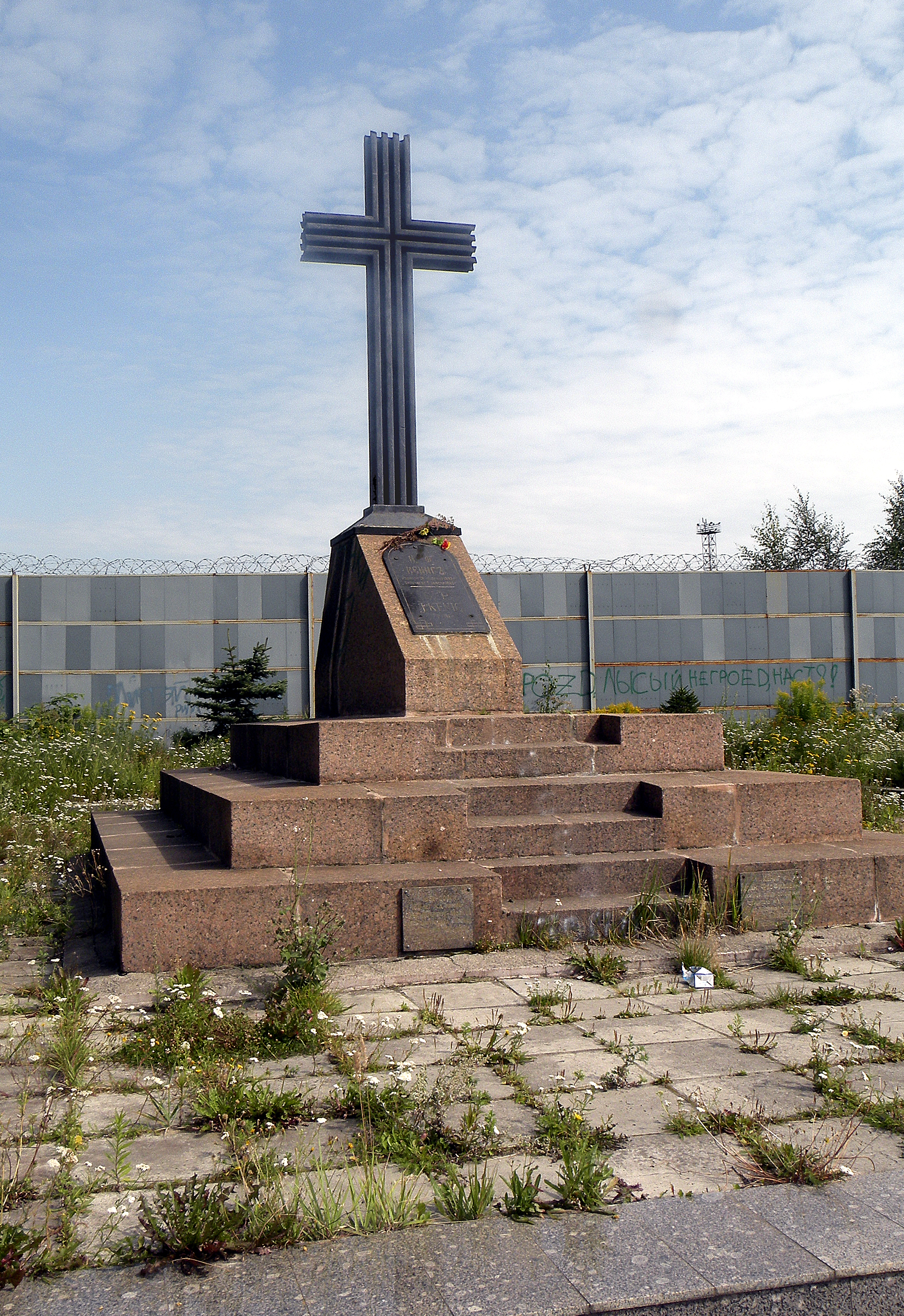
Памятник И. Ф. Кенигу

После того, как выпускник Института корпуса инженеров путей сообщения И. Ф. Кёниг стал директором Николаевской железной дороги и провёл её кардинальную перестройку, она стала приносить казне существенный доход. Затем он стал Министром путей сообщения. Памятник ему установлен рядом с главным ходом ж.д. Санкт-Петербург — Москва.

## Немцы и медицина
В царствование Алексея Михайловича личный медик царя — Лаврентий Алфёрович Блюментрост, прибывший с рекомендательным письмом от дрезденского курфюрста, много содействовал развитию медицины в России. Его дети — Иван (Иоганн Готлиб Теодор, 1676—1756) стал личным медиком Петра. Второй сын — Лаврентий (Роберт Лоуренс, 1692—1755) показал себя талантливым организатором науки и первым президентом русской Академии наук (1724 год) и тоже врачевал Петра.
Императрица Екатерина, с целью способствования вакцинации населения подвластного ей государства и снижения детской смертности, первой в России получила прививку от оспы.

### Аптеки и аптекари
Слова «немец» и «врач, аптекарь» долгое время в России были почти синонимами. Имя Элезиуса Бомелия (около 1530—1579, Москва), прибывшего ко двору Ивана Грозного из Вестфалии и официально числившегося лейб-медиком царя, стало почти нарицательным для немца — деятеля медицины в допетровской России.
Первые аптеки в России появились в России во второй половине XVI века. Ещё с конца XVI века руководство Аптекарским приказом, бывшим тогда главным медицинским ведомством государства, было сосредоточено в руках приехавших сюда жителей германских княжеств. Отправной точкой формирования аптечного дела послужили создание Верхней государевой аптеки (1560 год) и Аптекарской палаты в Кремле (1581 год). В допетровской России царская аптека являлась единственным аптечно-врачебным центром. Первоначально медицинское обслуживание, как таковое, проводилось именно аптеками, функции которых были потому весьма разнообразны. Впоследствии немцы стали организаторами медицинского дела в обновлённой России.
Увиденные Петром во время «Великого посольства» 1697—1698 годов аптеки германских княжеств послужили образцом для организации в России частных аптек. В 1701 году издаётся ряд указов, положивших конец торговле лечебными средствами в москательных, соляных и зелённых рядах и укреплении аптечной монополии. Правда, этот указ относился только к Москве. Эти реформы сделали аптечное дело привлекательным для иностранцев благодаря освобождению от налогов и предоставлению права изображения государственного герба на документации.
Первая казённая аптека появилась в Петербурге в 1704 году и была расположена в Петропавловской крепости на Меньшиковом бастионе. В 1712 г. из Москвы в Петербург был переведён и сам Аптекарский приказ, переименованный в Главную Аптеку. Согласно указу от 10 декабря 1706 года «Главными» стали называться казённые аптеки, которые производили рецептурный отпуск лекарств населению и одновременно исполняли роль центральных военных складов в регионах государства.
В 1713 году для нужд аптеки и, в первую очередь, для «Аптекарского огорода», в Петербурге был выделен целый остров Невской дельты, до сих пор называемый Аптекарским. Здесь в первой четверти века была основана «инструментальная изба», в которой изготавливаются медицинские инструменты. От того времени сохранилась улица с названием «Инструментальная». А «Аптекарский огород» стал впоследствии Ботаническим садом. Пётр разрешил селиться на острове лишь работным людям и служителям Медицинской канцелярии, среди которых значительный процент составляли жители из германских княжеств, находившихся в подчинении смотрителя Аптекарской слободы, без ведома которого запрещалось покидать остров. И это запрещение было отменено лишь в 1860 году.
В начале 1720 года Главная аптека была переведена с Аптекарского острова в Немецкую слободу на левый берег Невы, где проживали братья Блюментросты. Здесь (Ныне Миллионная ул.4/1) и находилась долгое время Главная Аптека (после пожара 1735 г. дом был перестроен архитектором Дж. Кваренги). В том же здании находилась и названная так в 1721 году «Медицинская канцелярия» — главная медицинская служба государства. Немецкое руководство Медицинской канцелярии определяло кадровый состав и проводило аттестацию приезжающих врачей и аптекарей. Аптекарский приказ стал именоваться Медицинской коллегией, которую возглавил Иоганн Блюментрост, автор первого в России наставления для войсковых лекарей.
Успешное окончание Северной войны и указ Петра о разрешении открытия частных аптек со временем привели к увеличению их числа. Но первая частная аптека была открыта аптекарем Мартином Берендтом на Мещанской улице лишь в 1760 году. В 1789 году был издан Аптекарский устав, регламентирующий цены на аптечные товары и права и обязанности аптекарей.
В те годы при аптеках нередко открывались лаборатории, в которых изготавливались не только лекарства, но и производились анализы для нужд создаваемой фармацевтической промышленности. В них работали такие известные учёные, академики, как Т.Е.Ловиц, получивший необходимые профессиональные сведения, когда он стал в 1777 году учеником в Главной аптеке. В этих лабораториях с 1770 года работал академик И. Г. Георги и К. Г. С. Кирхгоф и ряд специалистов, труды которых способствовали делу развития отечественной фармации. Аптеки новой столицы взяли на себя функцию научных центров, ведущих работы по основным направления естествознания — медицине, химии, физике, ботанике и биологии. Они стали местом, где зарождались самые разнообразные новации в области медицины.
С воцарением Екатерины Великой наблюдается особенно интенсивный приток выходцев из немецких княжеств, в особенности из Прибалтики. в XVIII и XIX веках профессия аптекаря и врача (равно как и булочника, колбасника, пивовара, часовщика и ремесленника по металлу) были приоритетно немецкими.

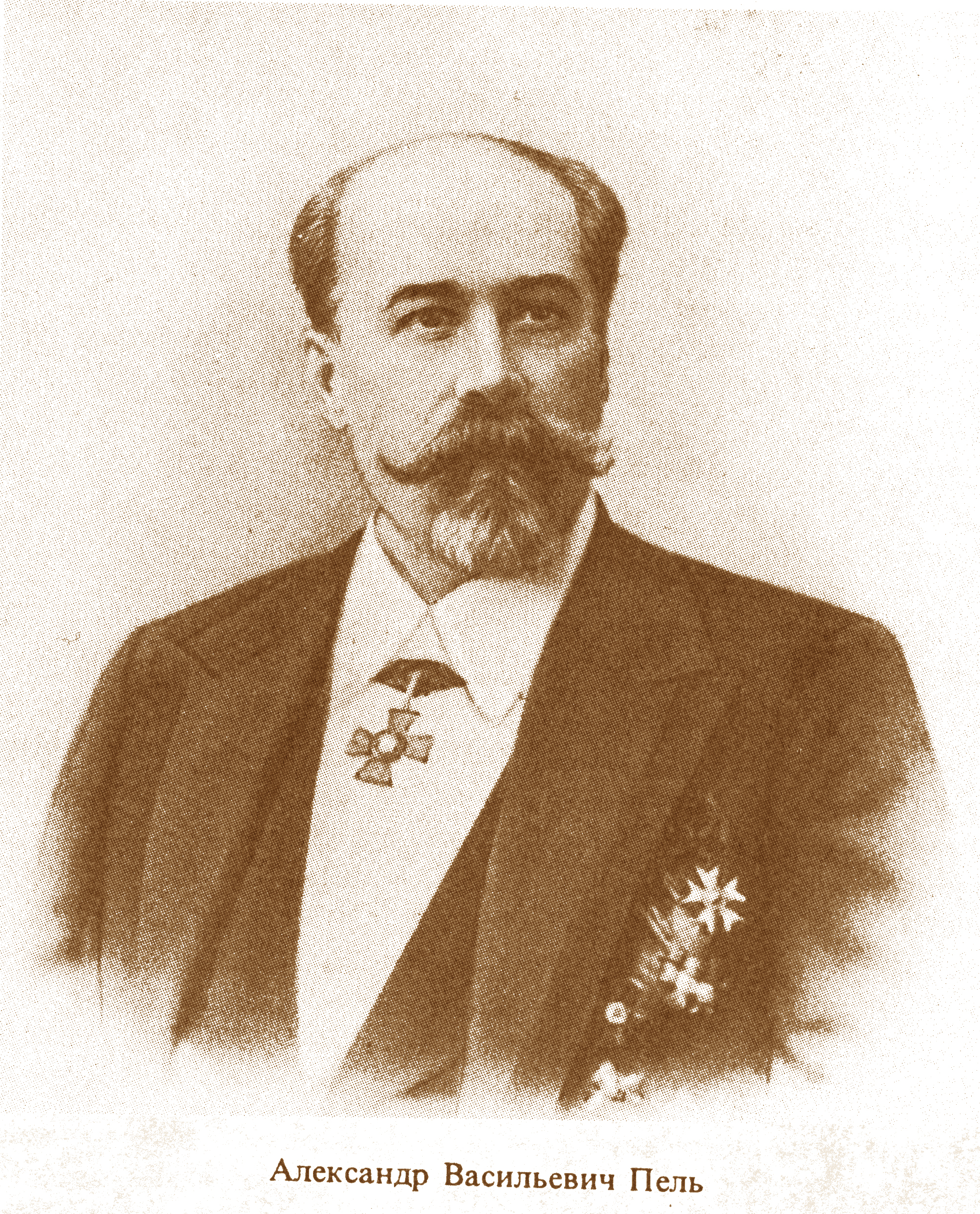
А. В. Пель

Аптеки Гедике, Эрке, Штоля и других были известны как высококлассные консультационные центры. Однако для коренного петербуржца символом аптеки стала аптека Пеля на 7-й линии В. О., д. 16, купленная Василием Васильевичем (Вильгельмом Эренфридом) Пелем в 1848 году. В 1871 году аптека получила право называться поставщиком лекарственных препаратов Его Императорского Величества. В 1875 году аптека переходит к его сыну — Александру Васильевичу Пелю (1850—1908) — талантливому учёному и предпринимателю, при котором аптека стала базой научных исследований. Когда в 1899 году Военно-медицинскую академию оканчивают сыновья Александра — Рихард Пель и Альфред Пель, научная работа в аптеке стала более интенсивной. В 1908—1911 годах при них дом был практически полностью перестроен архитектором З. Я. Леви. Здесь были предусмотрены специальные помещения для нужд аптеки и органотерапевтического института, библиотеки, насчитывающей 6000 томов, редакции научно-медицинских журналов и изданий и, наконец, контора по сбыту продукции. Украшением аптеки был торговый зал, сохранившийся до сего времени. В 1918 году аптека была национализирована и продолжала работать, даже в дни блокады города.

### Врачи и медицинские учреждения
По ряду исторических причин открытые немцами больничные учреждения в медицинской структуре города имели меньший вес, чем аптеки.
Уже в первые два десятилетия существования города на Выборгской стороне были организованы два крупных медицинских учреждения, большинство лечащего персонала которых составляли немцы. В 1717 году была основана первая госпитальная аптека при Петербургском военно-сухопутном госпитале, на базе которого впоследствии была создана Медико-хирургическая академия. А при Петербургском морском госпитале 5 апреля 1722 года — Главная Аптека для снабжения флота, переименованная в 1730-е годы «Адмиралтейскую аптеку»
В 1860году Максимилиановская лечебница, совмещённая с аптекой, стала первым в России лечебным учреждением амбулаторного типа.
Наиболее известными были Александровская мужская больница на 15 линии В. О., основанная в 1880 году и основанный в 1859 г. совместными усилиями евангелических общин города Евангелический госпиталь, для которого было в 1870—1873 гг. построено каменное здание, в котором сейчас расположился Институт туберкулёза. В этих медицинских учреждениях до второй половины XIX века большую часть персонала составляли немцы.
Организатором детских лечебных учреждений и Общества детских врачей в Петербурге, а также Всероссийского попечительства по охране материнства и младенчества стал педиатр Карл Андреевич Раухфус (1835—1915). Его именем названо здание, построенное по проекту Ц.А.Кавоса и самого Раухфуса (Лиговский пр.8), ставшее образцом для детских больниц России.
Важную роль в истории российской медицины сыграл Эдуард Фридрихович Шперк (1837—1894), первый директор Института Экспериментальной медицины.
Под руководством профессора Дмитрия Оскаровича Отта (1855—1929) был составлен проект нового здания, организованного в 189? году Императорского клинического повивального института, открытого в 1904 году. Ныне он носит название Института акушерства и гинекологии Российской академии медицинских наук им. Д. О. Отта, в просторечии просто «Клиника Отта» Отто был также директором Женского медицинского института (1899), став основателем акушерско-гинекологической школы.
Вследствие открытия ряда медицинских училищ, роста числа отечественных кадров, сокращения притока эмигрантов из Германии и естественных ассимиляционных процессов заметно уменьшился процент немцев в среде медицинских работников города. Однако в семьях аптекарей и врачей немецкого происхождения наследование фамильного ремесла было традиционным.

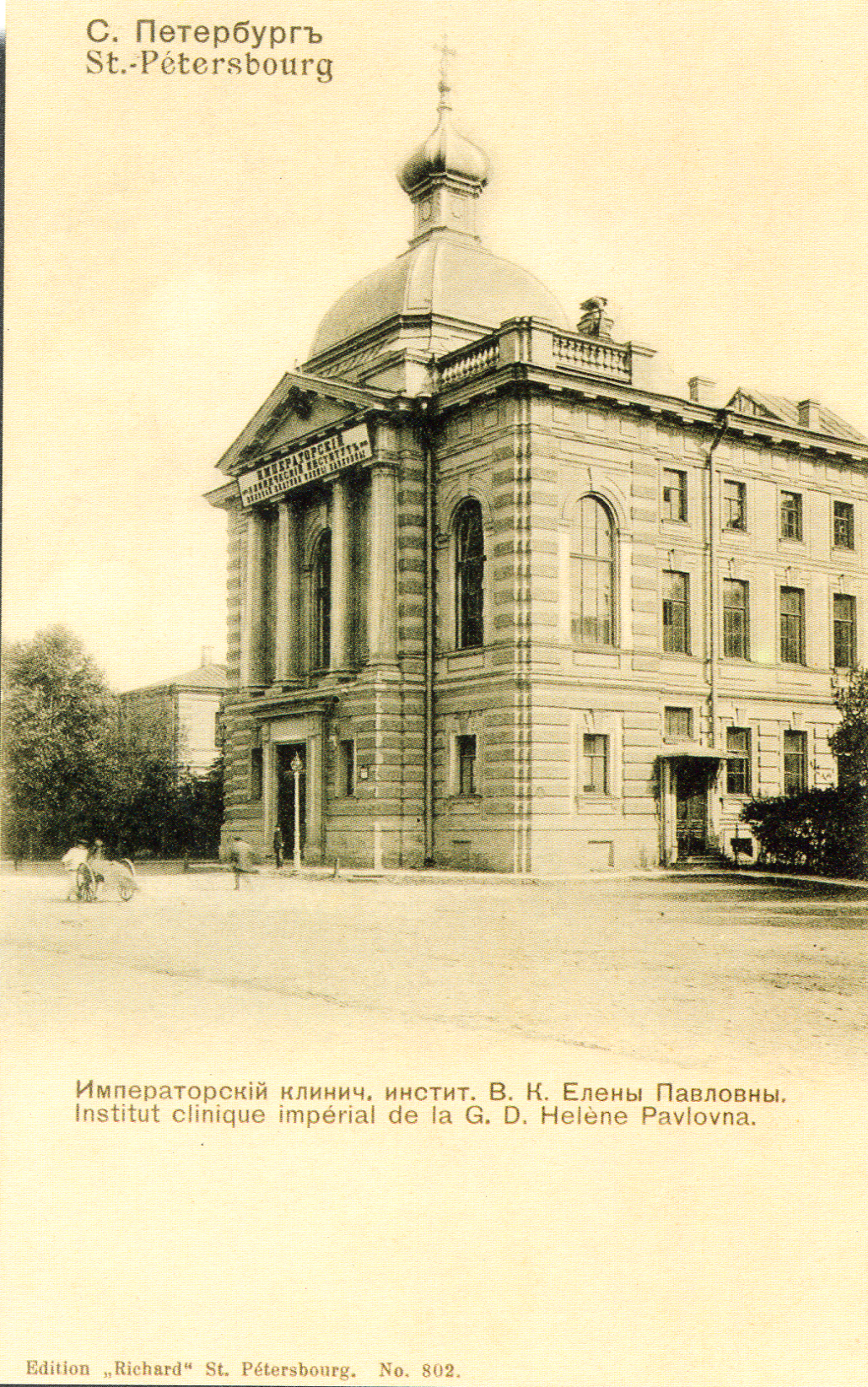
Здание современного Института усовершенствования врачей

Видеман, Раухфус, Пель, Турнер, Шперк

## Немцы и образование
Немецкие школы, как правило, пользовались хорошей репутацией, поскольку, кроме основательной подготовки, они давали прекрасное знание немецкого языка, владение которым считалось обязательным для образованного человека. Самой знаменитой из немецких школ была Петришуле (или Петершуле), расположенная за Лютеранской церковью свв. Петра и Павла. Основанная ещё в 1709 г., она считалась старейшей в городе. Школа давала учащимся прекрасную подготовку, так что в неё охотно отдавали своих детей и русские дворяне. Хорошо известна в городе была частная гимназия Мая. Сын небогатого немца из Пруссии Карл Май, основавший её, сумел создать там удивительную атмосферу дружелюбия, взаимопомощи и демократизма. В гимназии не знали ни сословных, ни национальных различий. Преподавание велось на двух языках — немецком и русском — и отличалось высоким уровнем. Много питомцев гимназии, называвших себя «майскими жуками», стали знаменитыми учеными, художниками, архитекторами. Один из них, Г. Д. Гримм, построил в начале века новое здание гимназии на 14-й линии Васильевского острова (д. 39). Нетрадиционную частную женскую школу создала Э. П. Шаффе, происходившая из петербургской немецкой семьи. Она была в постоянном педагогическом поиске. Учебное заведение, которое Э. П. Шаффе бессменно возглавляла полвека (до 1906 г.), прошло путь от школы-пансиона, с характерным для него «семейным духом», до одной из лучших петербургских гимназий. Одну из лучших частных гимназий содержала Г. Кебке (Тучков пер., 11). Петербургские немцы имели широкий выбор газет и журналов на родном языке. История немецкоязычной прессы восходит к 1728 году, когда в молодой столице вышла газета — вторая в России после основанных Петром I русских «Ведомостей». Полтора века спустя появилась ещё одна — Кроме того, существовало много специальных изданий: медицинский и фармакологический журналы, «Музыкальная газета», журнал "рассчитанный на немецких предпринимателей, и др.

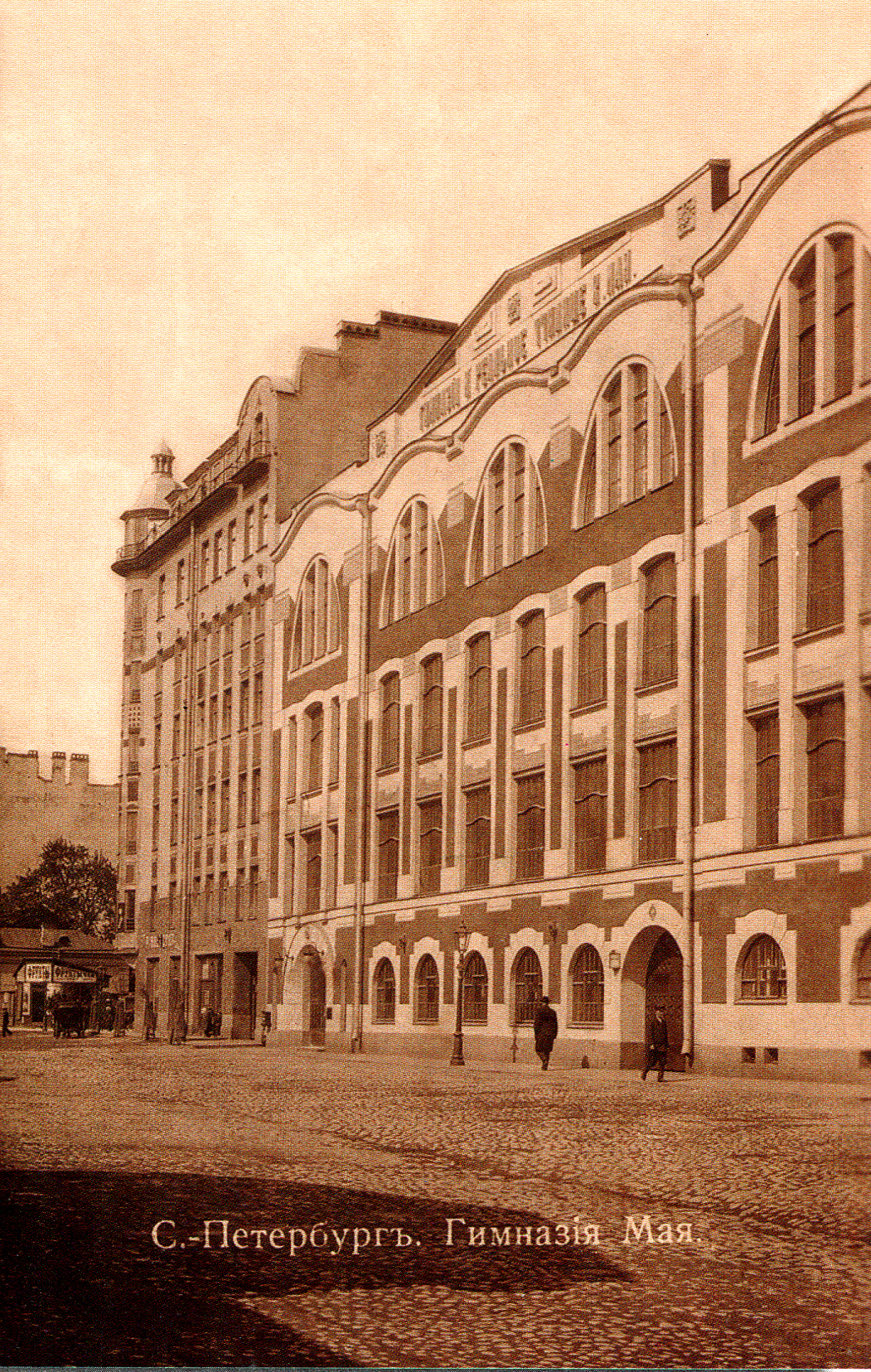
Гимназия Мая
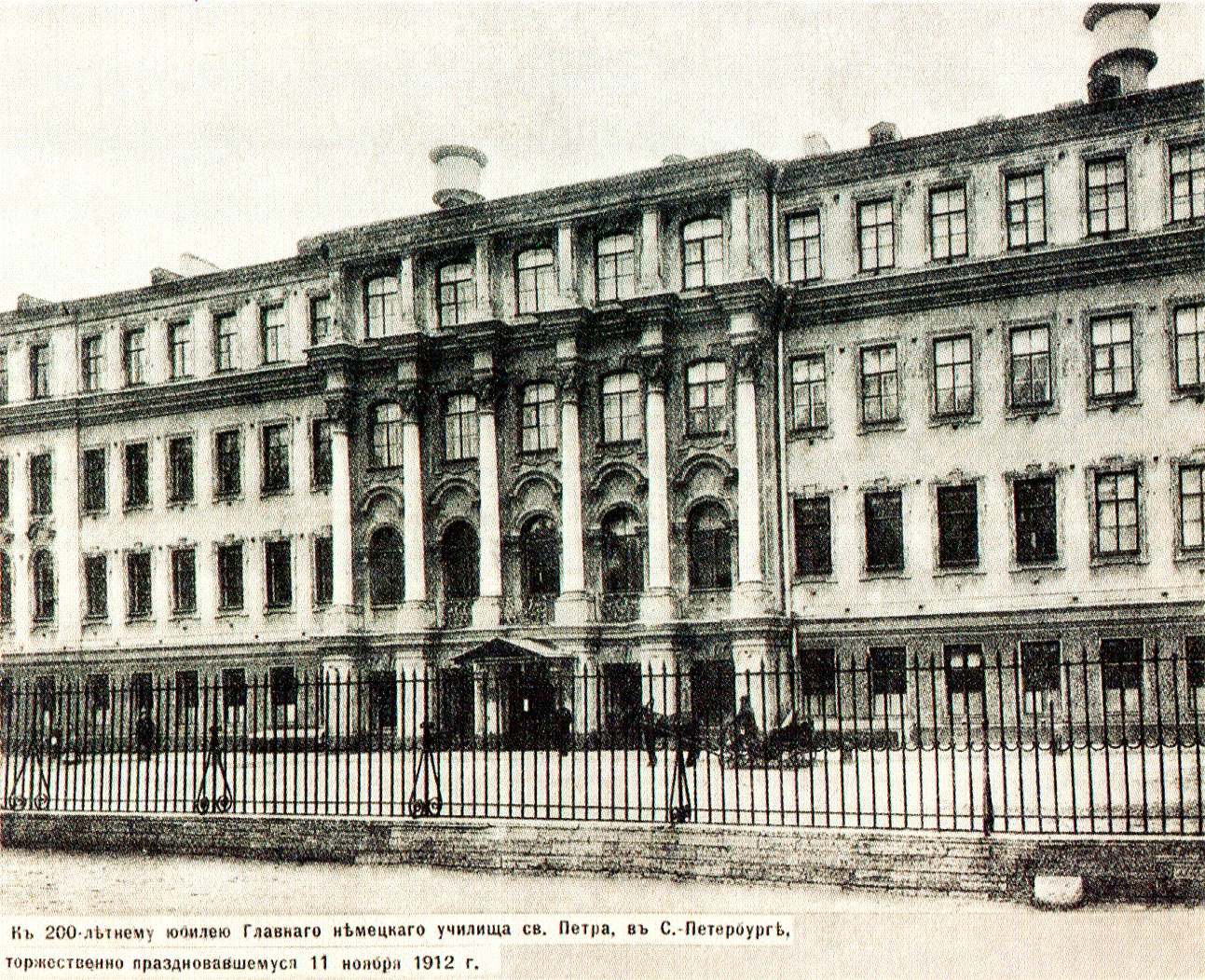
Петришуле

## Военачальники
Весьма ревностно служили петербургские немцы на ратном поприще, составляя в XVIII—XIX вв. значительный процент офицеров и генералитета в русской армии и гвардии. В Военной галерее Зимнего дворца, где помещено более трехсот портретов генералов — героев кампании 1812—1814 гг. приблизительно каждая четвёртая картина изображает немца. Среди них — потомок древнего германского рода П. X. Витгенштейн, который одержал первую победу над французами в июле 1812 года; ганноверец Л. Л. Беннингсен — начальник штаба Кутузова; барон К. Клодт фон Юргенсбург, отличившийся в битве под Лейпцигом; барон Ф. В. Остен-Сакен, назначенный в 1814 году военным губернатором Парижа; Тотлебен, Эдуард Иванович, военный инженер, один из организаторов обороны Севастополя и строитель крепости Кронштадт; Каппель, Владимир Оскарович, участник Белого Движения; Унгерн-Штернберг, Роман Фёдорович фон (1885—1921); Врангель, Пётр Николаевич Последний руководитель Белого движения, и многие другие.

Миних, Бурхард Кристоф (1683—1767)
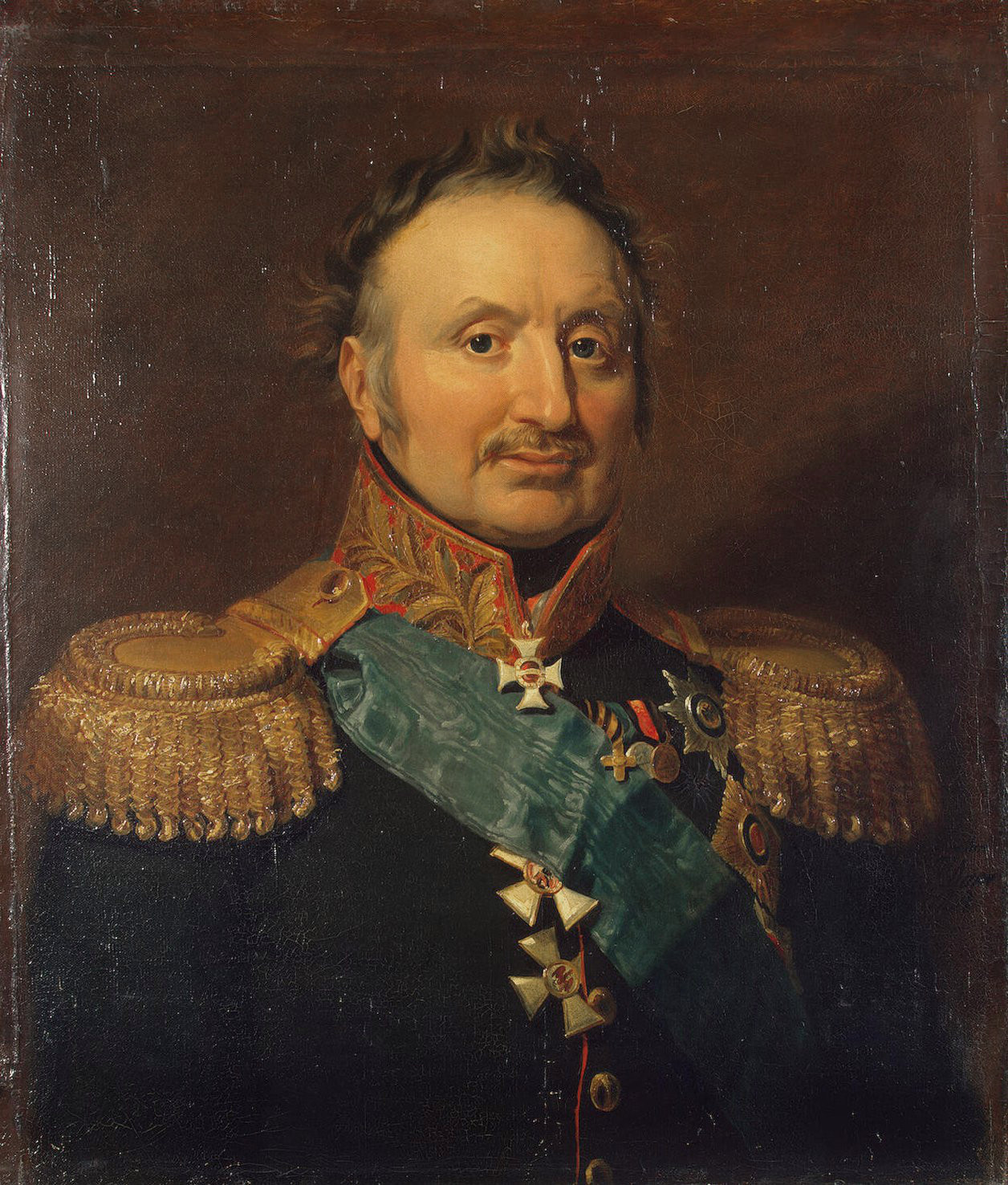
Пётр Христианович Витгенштейн (1768—1842)
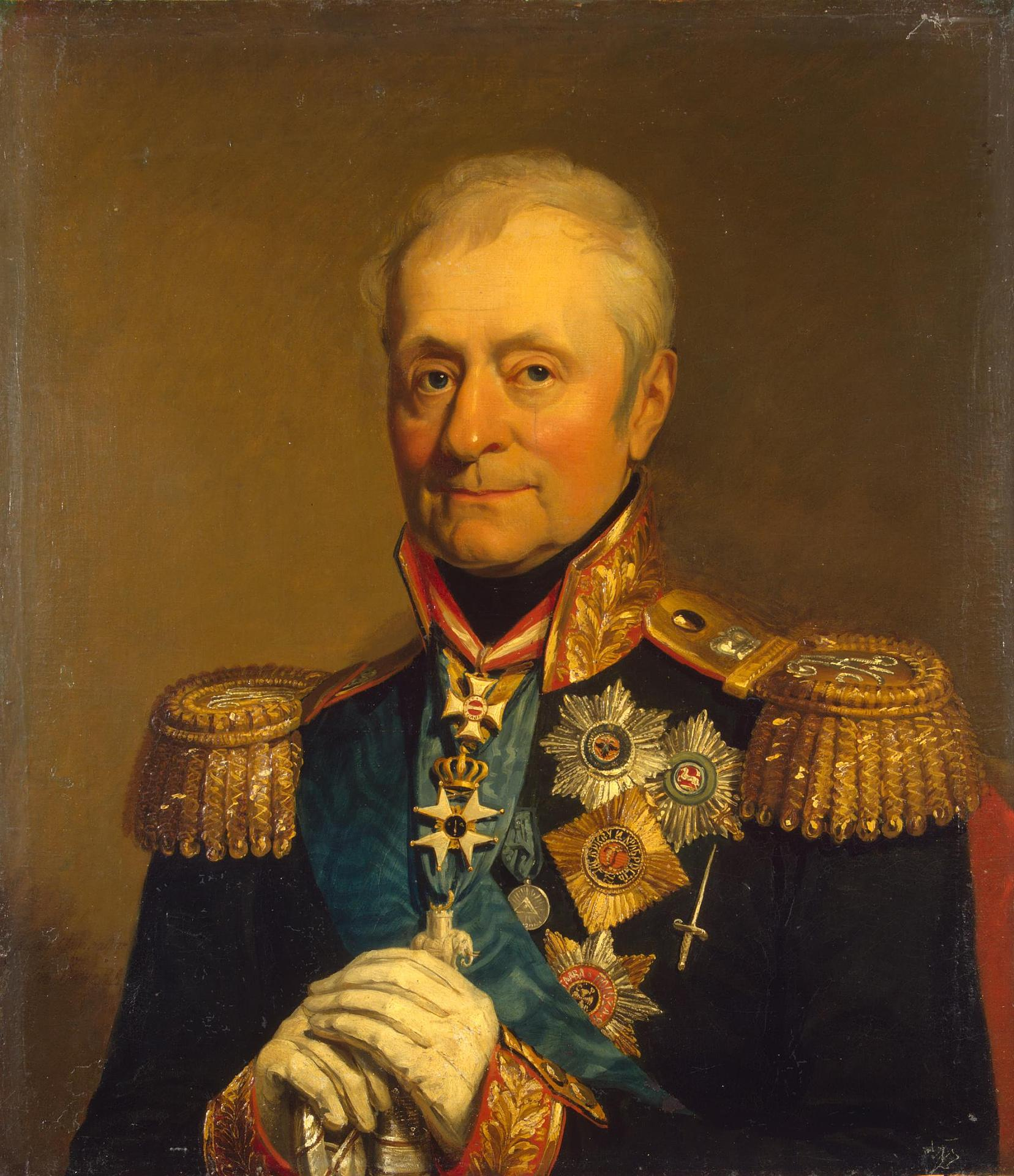
Леонтий Леонтьевич Беннигсен (1745—1826)
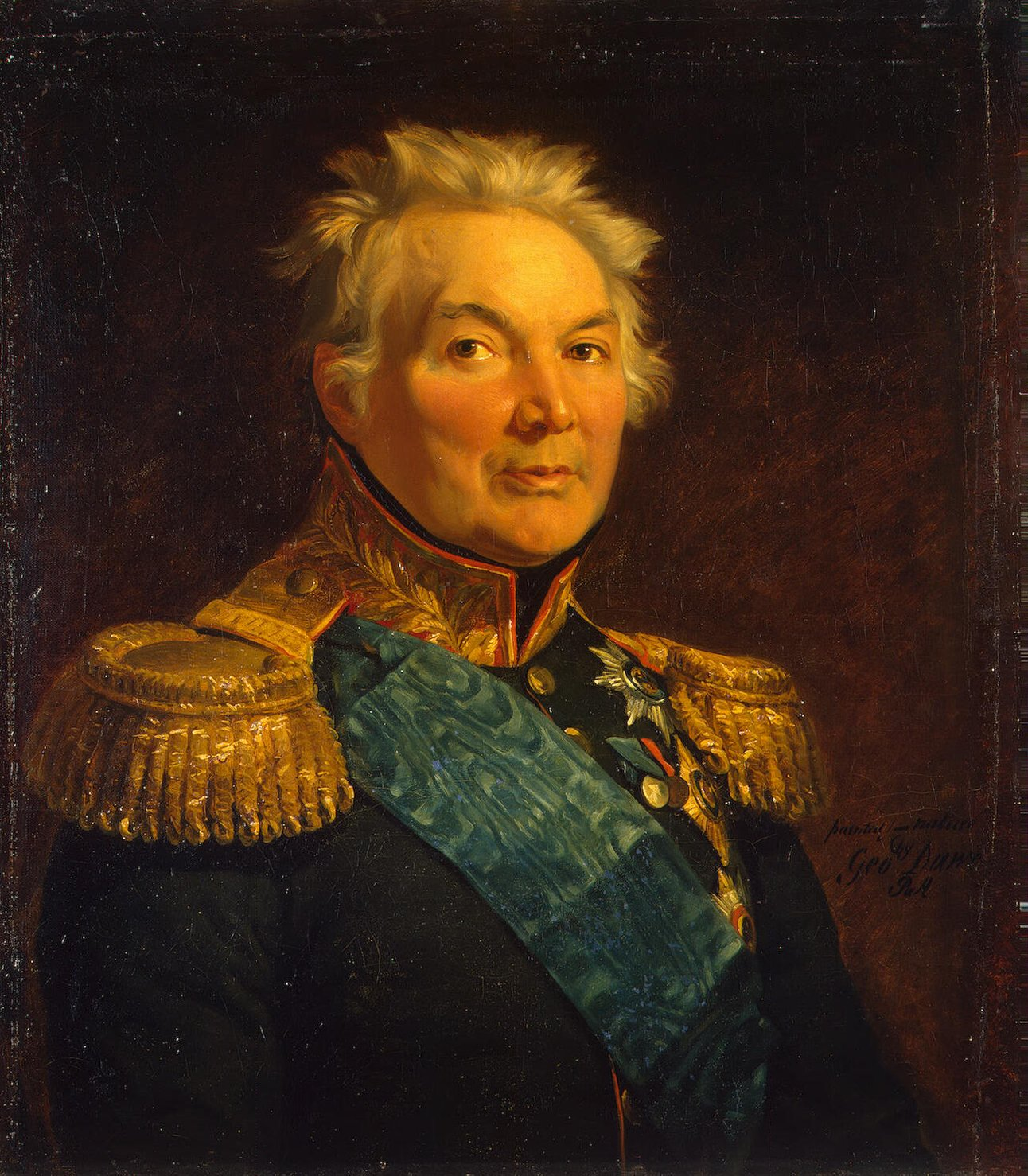
Фабиан Вильгельм фон Остен-Сакен (1752—1837)
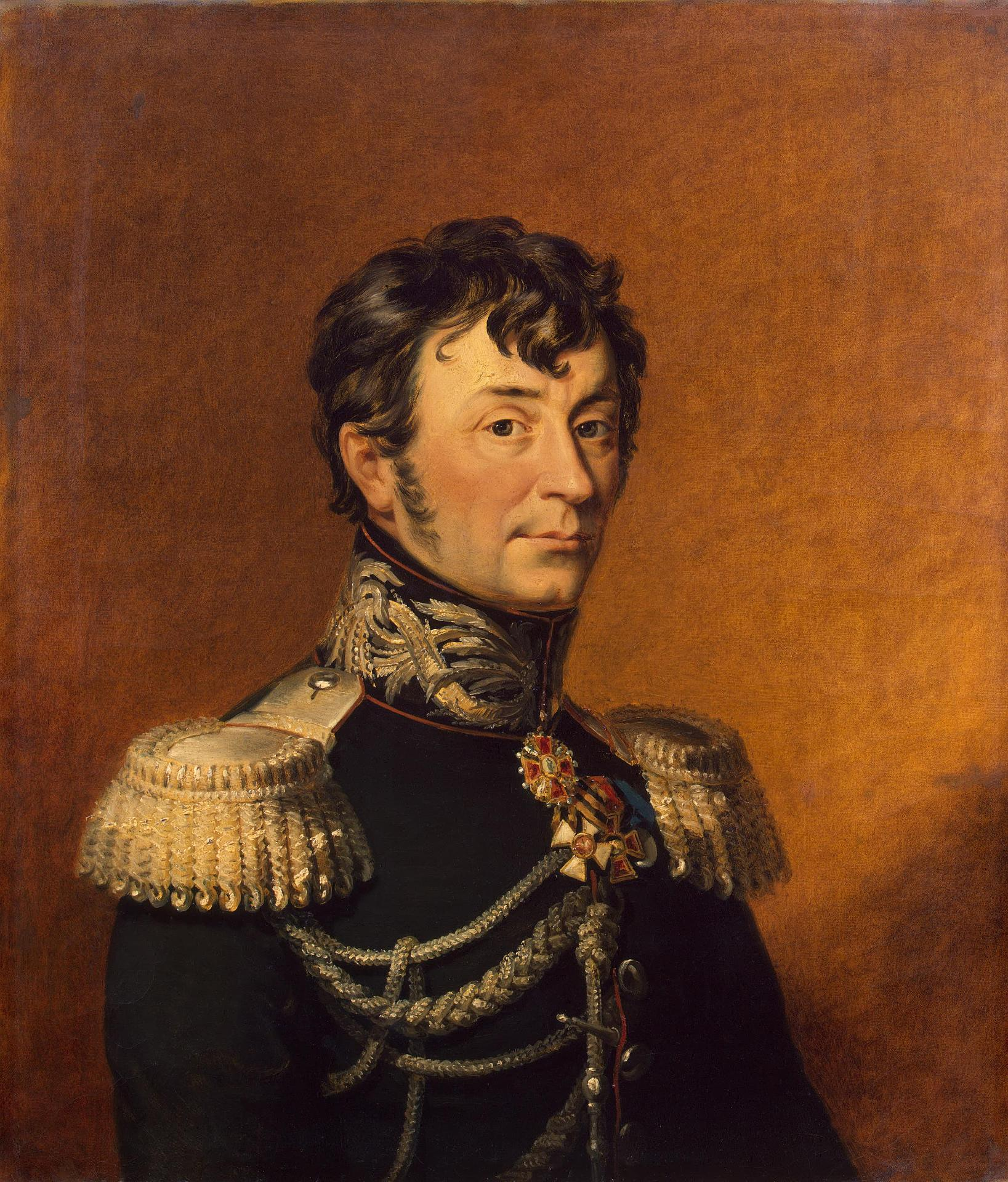
Карл Густав Клодт фон Юргенсбург (1765—1823)
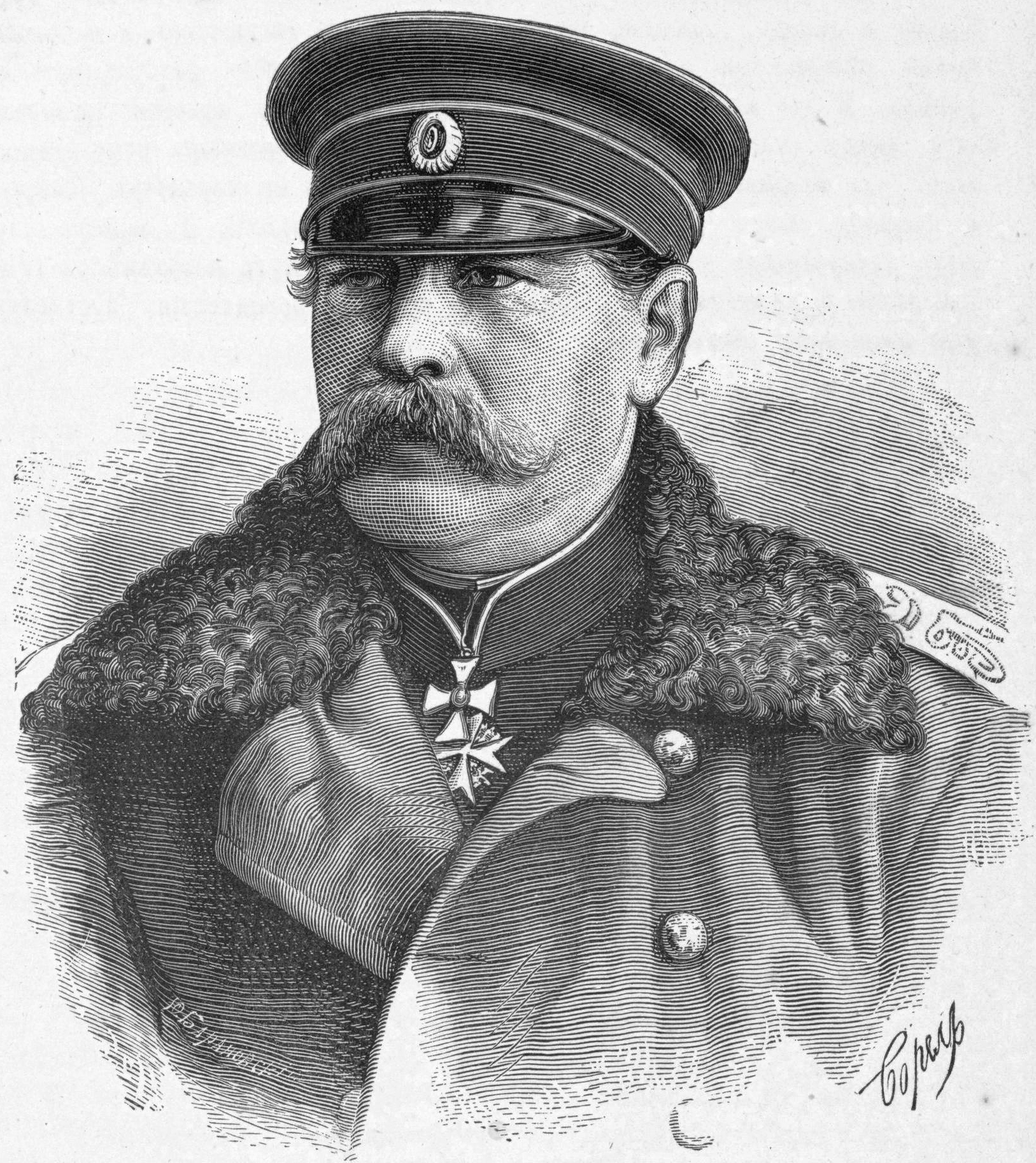
Тотлебен, Эдуард Иванович (1818—1884)
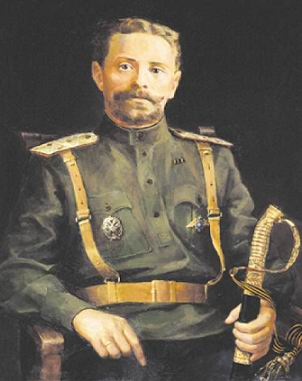
Каппель, Владимир Оскарович (1883—1920)
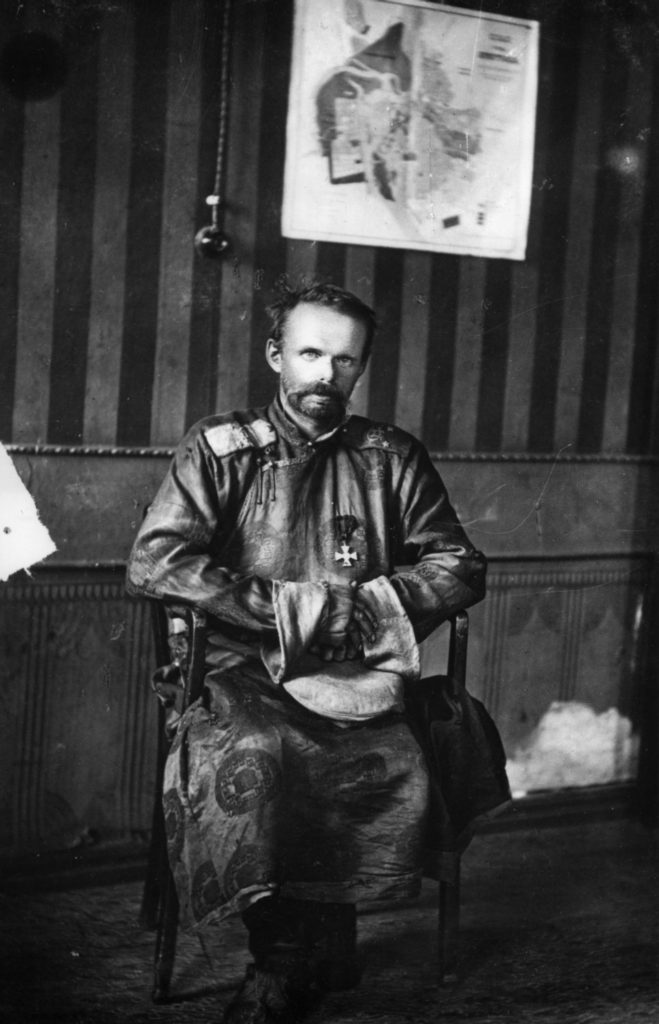
Барон Унгерн-Штернберг (1885—1921)
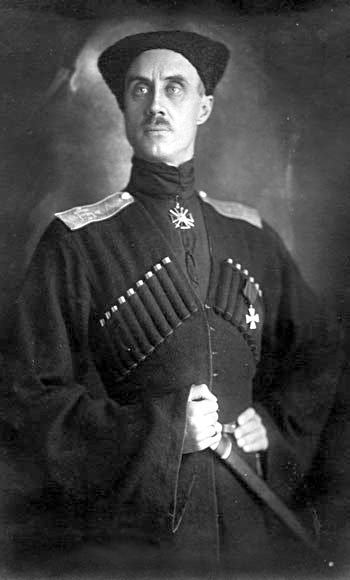
Врангель, Пётр Николаевич (1878—1928)
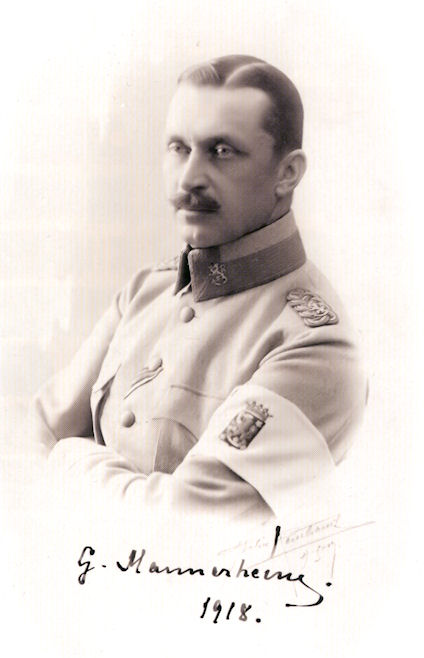
Маннергейм, Карл Густав Эмиль (1867—1951)

## Мореплаватели
Только за период с 1803 по 1849 годы русскими моряками было совершено 38 кругосветных плаваний, в которых участвовало имевших немецкое происхождение 414 офицеров и лиц, к ним приравненных (24 %) участвовавших, 23 врача и лекаря (64 %) участвовавших. В числе них такие знаменитости, как И. Ф. Крузенштерн, Ф. Ф. Беллинсгаузен, О. Е. Коцебу, Ф. П. Литке, И. И.фон Шанц, Ф. П. Врангель медики И. Эшшольц, К. Изембек и др.

### Крузенштерн

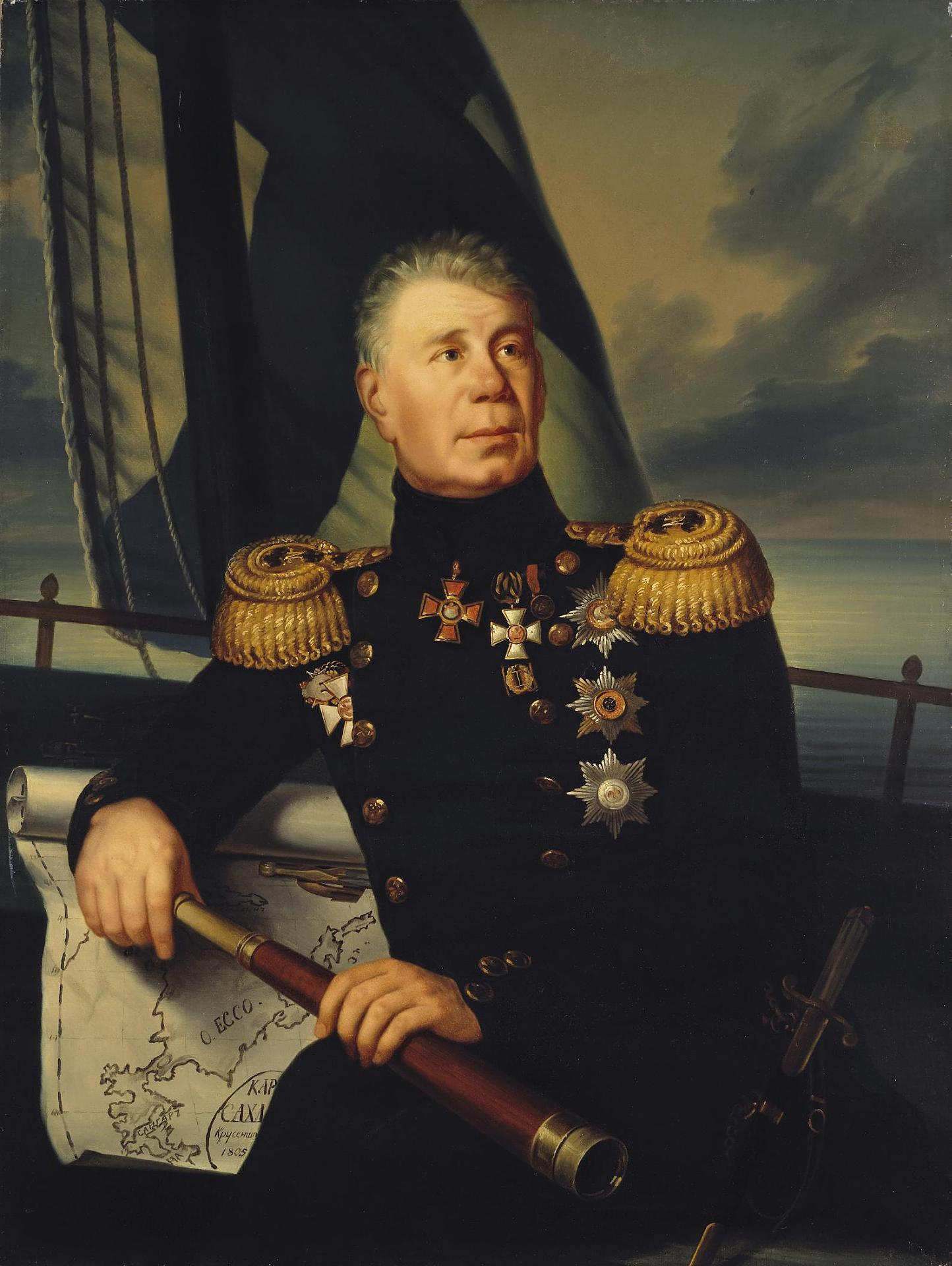
Крузенштерн (1776—1846)

И. Ф. Крузенштерн образование получил в Петербургском морском кадетском корпусе. Был выпущен досрочно в чине младшего лейтенанта и направлен на Чёрное море для участия в военных действиях с Турцией. В 1788 году он принимал участие в войне со Швецией и не раз был отмечен наградами. В 1793 году был направлен для углубления знаний и обогащения опыта в Англию. Решил посвятить себя созданию сильного российского торгового флота. С этой целью он принял решение совершить первое в истории русского флота кругосветное плавание. К его плану с воодушевлением отнесся Император Александр I. Экспедиция состояла из двух кораблей.
Свои впечатления о кругосветном путешествии (1803—1806) на корабле «Надежда» Крузенштерн изложил в трёхтомном труде «Путешествие вокруг света», а также в многотомном «Атласе Южного моря». Экспедиция в значительной степени обогатило знания о земле. На современной географической карте около десяти объектов названы именем Крузенштерна. Систематические и тщательные наблюдения моря послужили базой для создания новой науки океанографии. Был также собран уникальный антропологический материал.

### Гагемейстер
Леонтий Андрианович Гагемейстер (1780—1833) родился в Лифляндии в имении своих родителей Дростенгоор. В 15 лет поступил волонтёром на флот. Мичманское звание получил в 17 лет. С 1802 года стажировался на британском флоте. Под командованием Нельсона принимал участие в штурме испанской крепости Сан-Педро. В 1805 году, получив блестящую аттестацию от Нельсона, вступил в командованием шлюпом «Нева», только что вернувшегося из кругосветного путешествия Лисянского. Впервые в практике русского флота совершил в переход в Русскую Америку в Восточном направлении. В 1816 году назначается Главным правителем Русской Америки, заменив на этом посту Александра Андреевича Баранова и начал распределять должности служащих строго по их способностям. Тем самым он стал опасен для правления компании. С уходом Гагемейстера нарушения установленной им служебной и финансовой дисциплины стали одной из основных причин, побудивших российское правительство продать Русскую Америку вместе с Аляской буквально перед начавшейся в ней «золотой лихорадкой».
После этого он 7 лет провёл в отставке, а затем снова прибыл на флот, где совершил кругосветное путешествие, открыв по пути острова, названные его именем, а затем группу атоллов, в число которых входит и Кваджелейн. Его именем назван остров в Беринговом море и гора на одном из островов, входящих в архипелаг Александра.
Скончался в возрасте 54 лет «от удара». За свою короткую жизнь он совершил три кругосветных путешествия и умер во время подготовки четвёртого кругосветного плавания. Кроме него в ту эпоху три кругосветные плавания пытался совершить Джеймс Кук (который погиб во время третьего плавания, пройдя только половину пути) и совершил три плавания Михаил Лазарев.

### Беллинсгаузен
Ф. Ф. Беллинсгаузен совместно с адмиралом Лазаревым совершил кругосветное плавание преимущественно в Антарктике и стал одним из первооткрывателей Антарктиды.

## Архитекторы
Всего, как утверждают историки искусства, в Петербурге работало более 300 зодчих и ваятелей с немецкими фамилиями.
Существует мнение, что Петербург не похож ни на один город мира и в то же время похож на все сразу. Это подтверждается делами архитекторов-немцев, не создавших знаменитых архитектурных ансамблей, но обеспечивших в значительной степени справедливость этого утверждения.
Впервые в России построенное для художественного музея здание — Новый Эрмитаж — было спроектировано мюнхенским архитектором Л. Кленце.
В петергофском парке Александрия известный немецкий зодчий К. Шинкель построил православную церковь Александра Невского — «Капеллу». По его же рисунку была отлита решетка Дворцового моста в Берлине, позже повторенная для Аничкова моста в Петербурге с некоторыми отклонениями от оригинала.
Немецкие архитекторы принадлежали к различным школам и работали в следующих стилях: Барокко — А. Шлютер, Г. Маттарнови, А. Ф. Вист; Классицизм — Ю. М. Фельтен; Ранняя эклектика — Шинкель, Л. Кленце, К. А. Тон, А. А. Брюллов, А. И. Штакеншнейдер, Г. Боссе, А. И. Кракау, Л. Л. Бонштедт; Зрелая эклектика — Э. Л. Ган, Д. И. Гримм, К. К. Рахау, Р. А. Гёдике, К. К. Бульмеринг, В. А. Шрётер, М. Е. Месмахер; а также в стилях Модерн (Югендстиль, Ар Нуво) — Вильгельм Шёне, Карл Шмидт; Неоклассицизм и Функционализм — А. И. фон Гоген, Э. Ф. Мельцер, П. Беренс.
В отличие от Шинкеля и Рауха, Кленце и Беренса, которые в Петербурге не жили, подавляющее большинство петербургских архитекторов и скульпторов немецкого происхождения провели на берегах Невы всю свою творческую жизнь. Это, как правило, были немцы во втором и третьем поколении, они уже имели русские имена, говорили по-русски, хотя и сохранили особенности характера своих предков (что, несомненно, отразилось на их творчестве) и фамилии: Фельтен, Тон, Клодт, Залеман, Штакеншнейдер, Месмахер, фон Гоген, Шретер, Гримм…

### Скульпторы

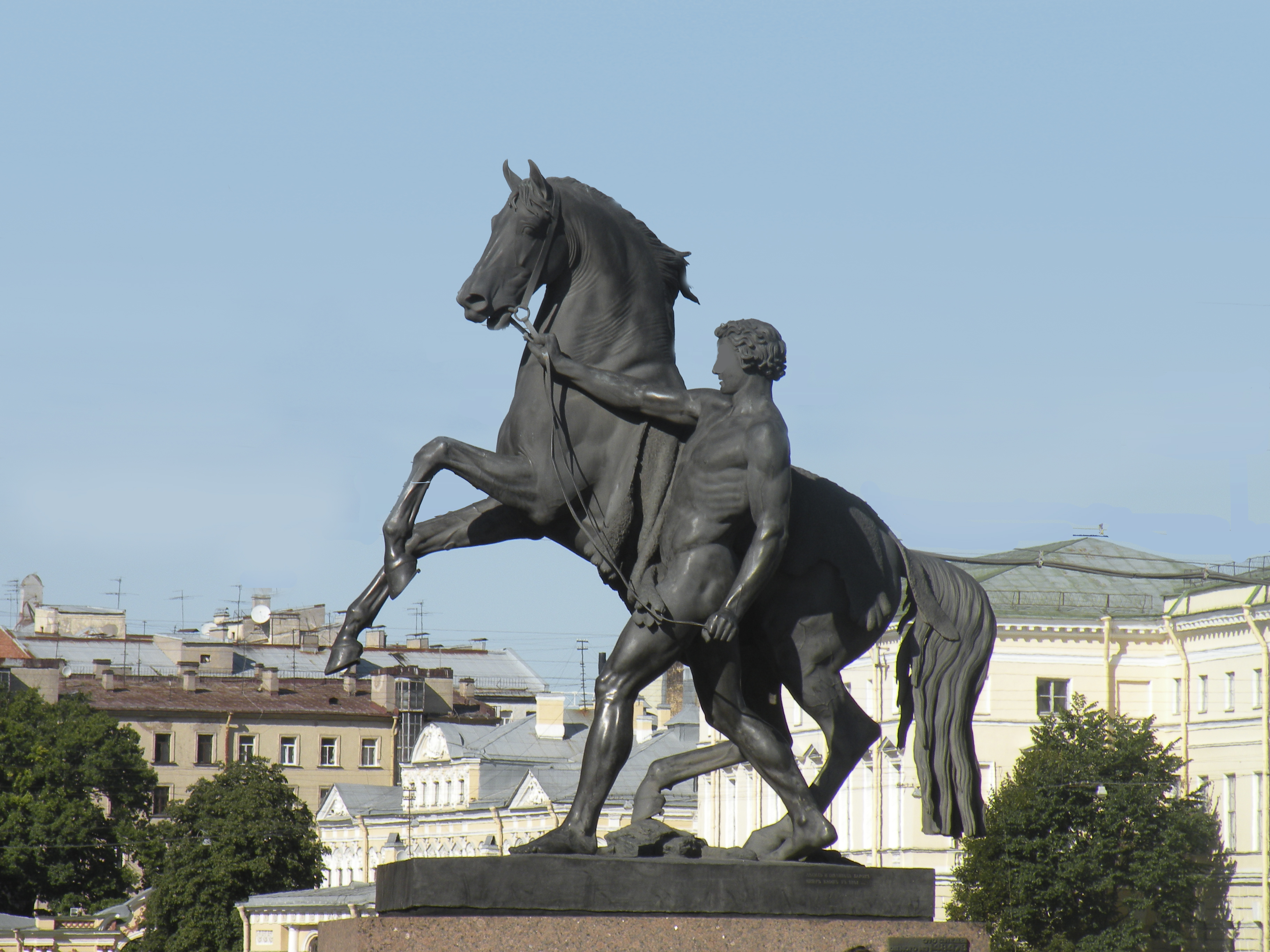
Аничков мост. Юго-восточная скульптурная группа Клодта

## Промышленники и предприниматели

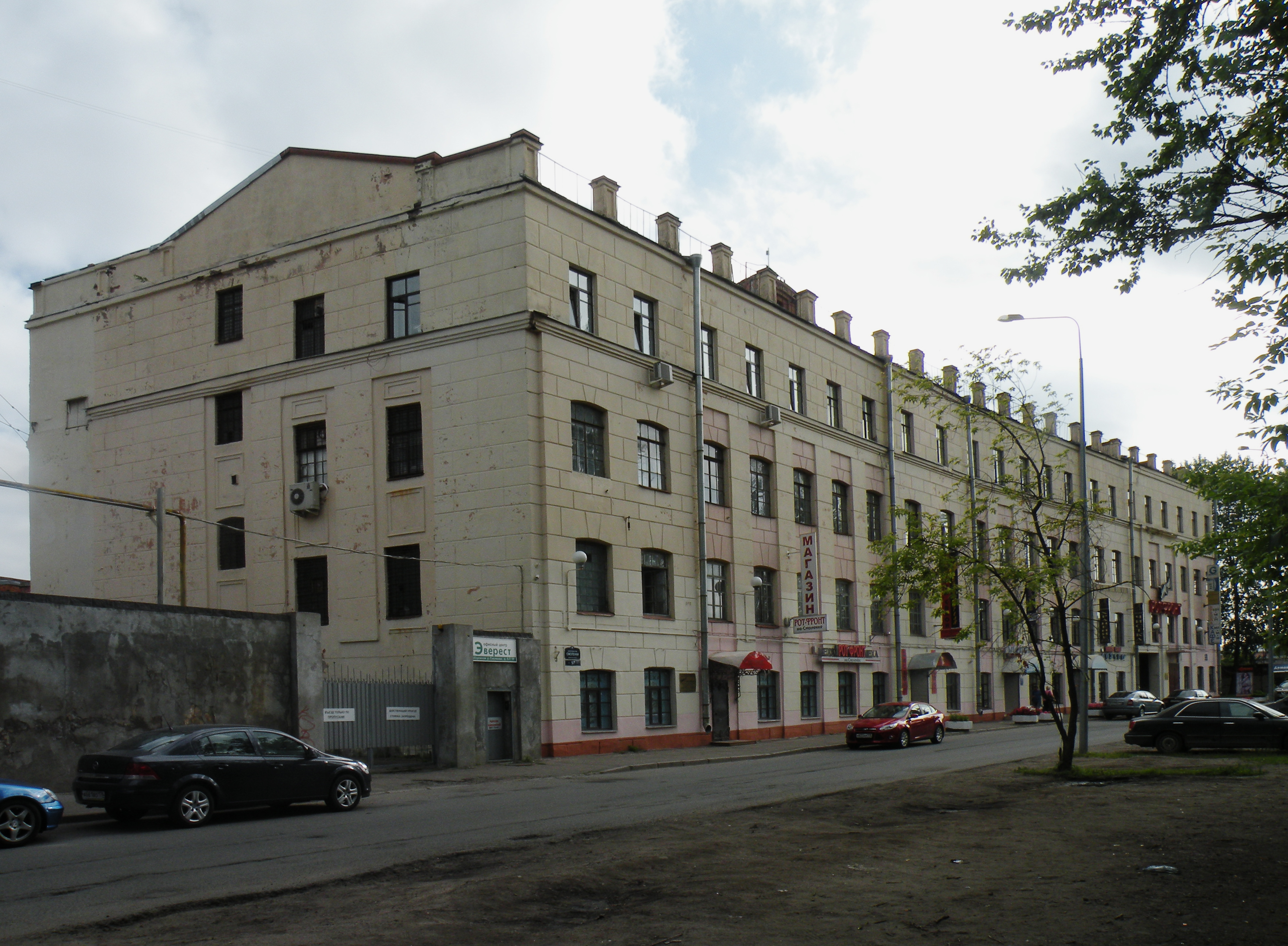
Фабрика Кебке

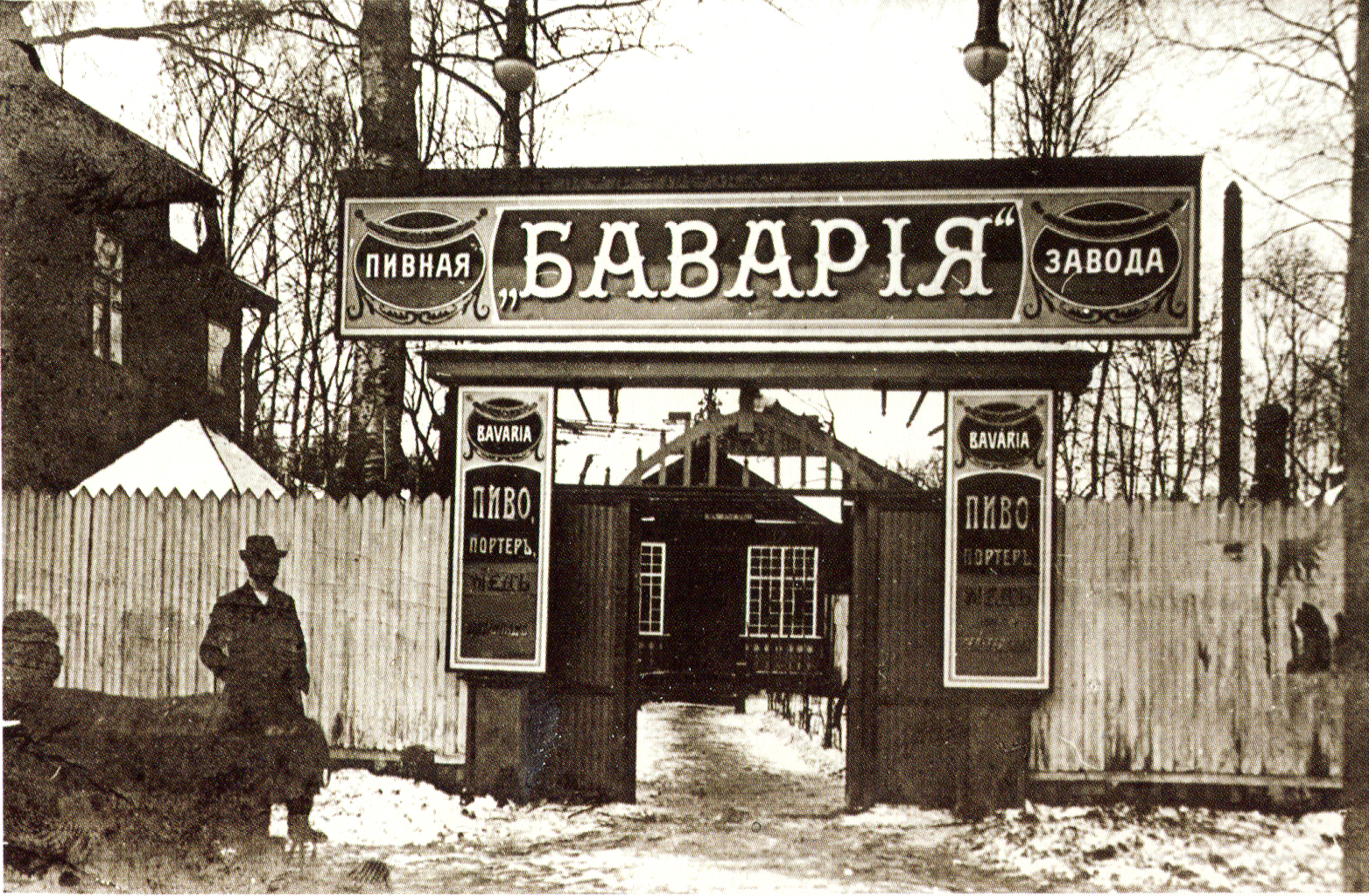
Пивная завода «Бавария»

## Меценатство

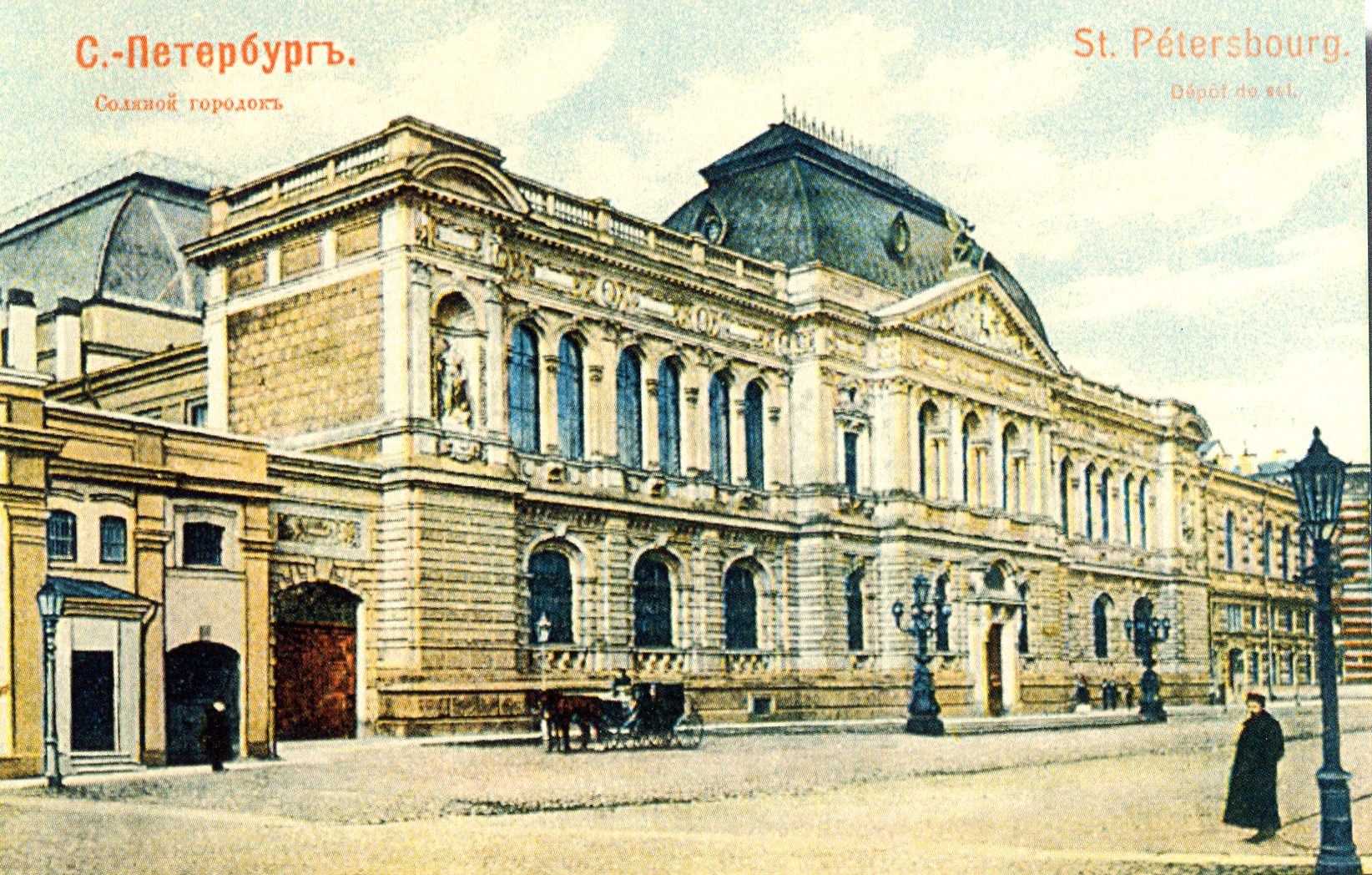

## Немецкие слободы и колонии в окрестностях города

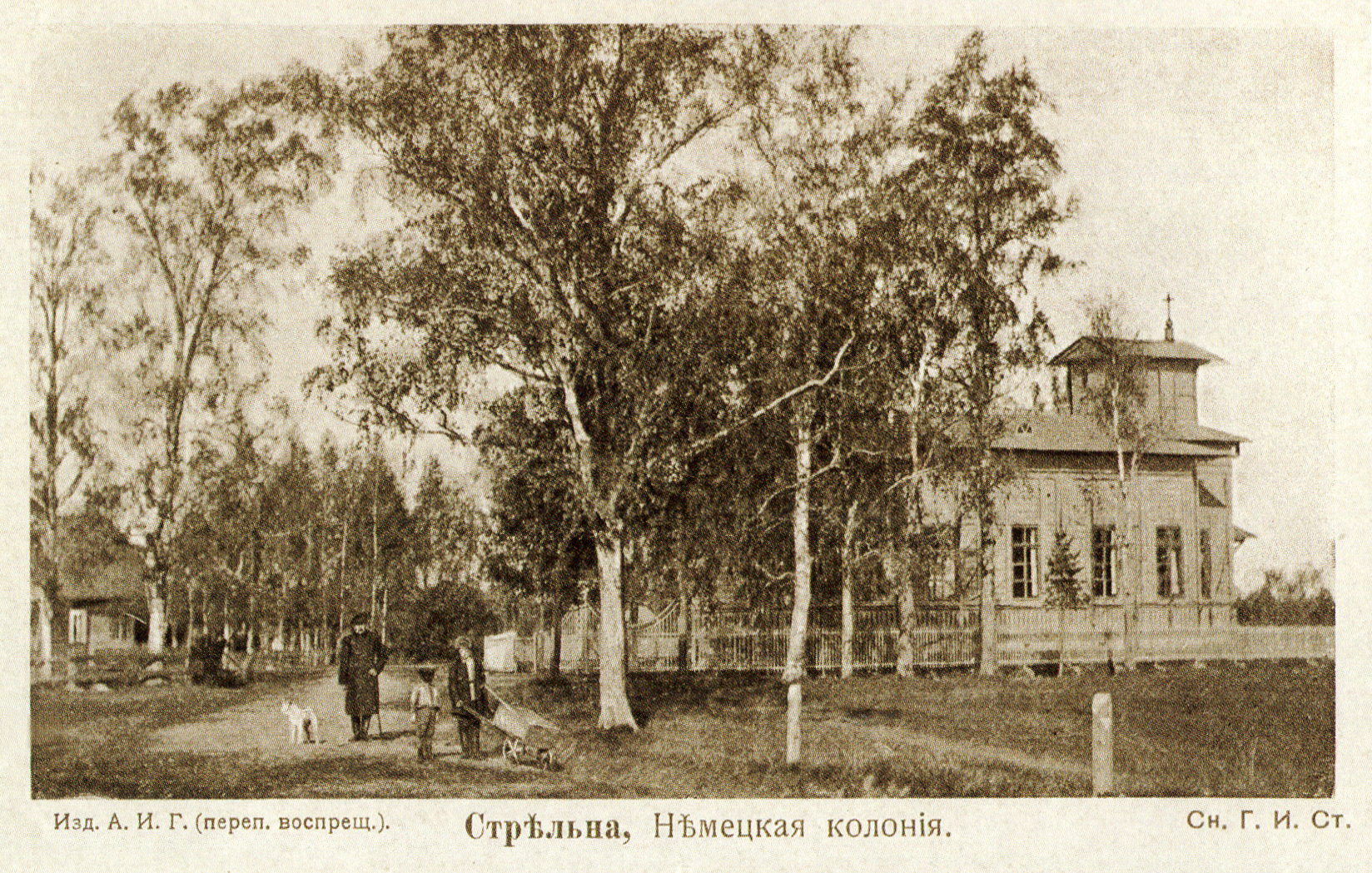
Стрельна. Немецкая колония